# Chronologie des événements impliquant Anonymous

Drapeau et logo représentant le groupe.

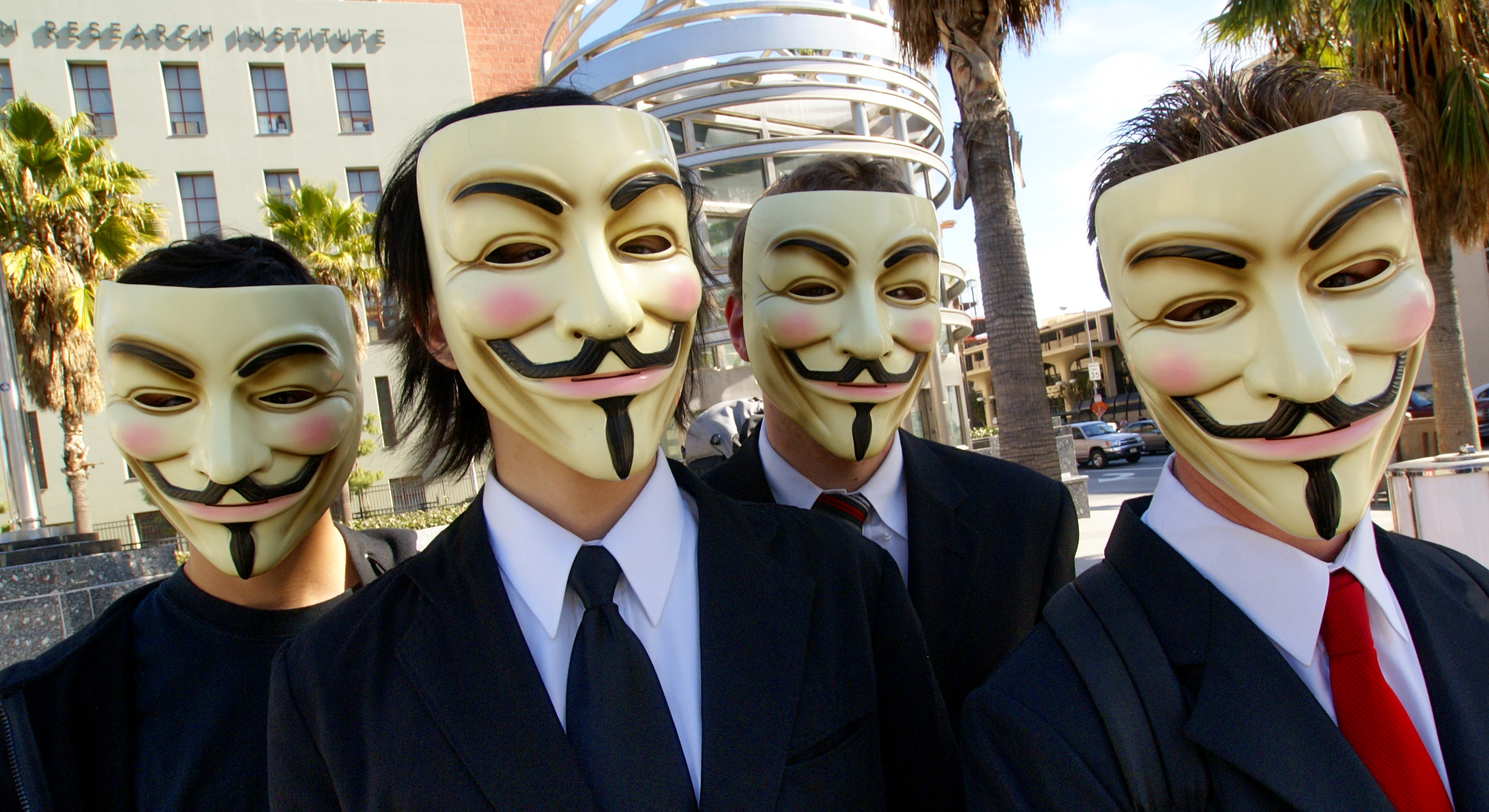
Individus apparaissant en public en tant qu’Anonymous et portant le masque de Guy Fawkes porté par le personnage de V dans la bande dessinée V pour Vendetta et son adaptation au cinéma ; Los Angeles, États-Unis, février 2008.

Anonymous est un groupe de hacktivisme employant la désobéissance civile, étendu sur Internet, et manifestant tout en gardant l'anonymat. Cet article représente la chronologie des événements impliquant le groupe.

## 2006-2007
La section suivante ainsi que les sections qui succèdent sont des actions notables, classées par ordre chronologique, attribuées au groupe Anonymous et diffusées aussi bien par les membres de ce groupe que par les médias.

### Raids sur Habbo
Une célèbre attaque a été organisée par le groupe Anonymous en 2006 sur Habbo, l'hôtel virtuel en ligne. Leur tout premier raid est connu sous le nom de « Great Habbo Raid of '06 » et a, par la suite, été suivi du « Great Habbo Raid of '07 ». Le raid a été inspiré par des rumeurs prétendants que les modérateurs d'Habbo bannissaient les avatars de peau noire. Les utilisateurs se sont inscrits sur le site et se sont représentés sous l'apparence d'avatars noirs, habillés en costume, avec une coupe de cheveux afros et bloquaient l'entrée de la piscine de l'hôtel déclarant qu'elle était "fermée à cause du SIDA",, floodant le site internet. Lorsque ces utilisateurs sont bannis, ils clament au racisme.

### Arrestation de Chris Forcand
Le 7 décembre 2007, le journal canadien Toronto Sun publie un article sur l'arrestation du pédophile Chris Forcand. Forcand, 53 ans, a été accusé d'attouchement sur mineures de 14 ans et de détention d'armes illégales. L'article explique que Forcand a déjà été traqué par des « cyber-pirates qui tentent de dénoncer quiconque représentant un intérêt sexuel envers les enfants » avant que l'intervention policière ne débute.
Le responsable de cette arrestation restera #Duck#FIP, dont on n'entendit plus jamais parler.

## 2008

### Projet Chanology

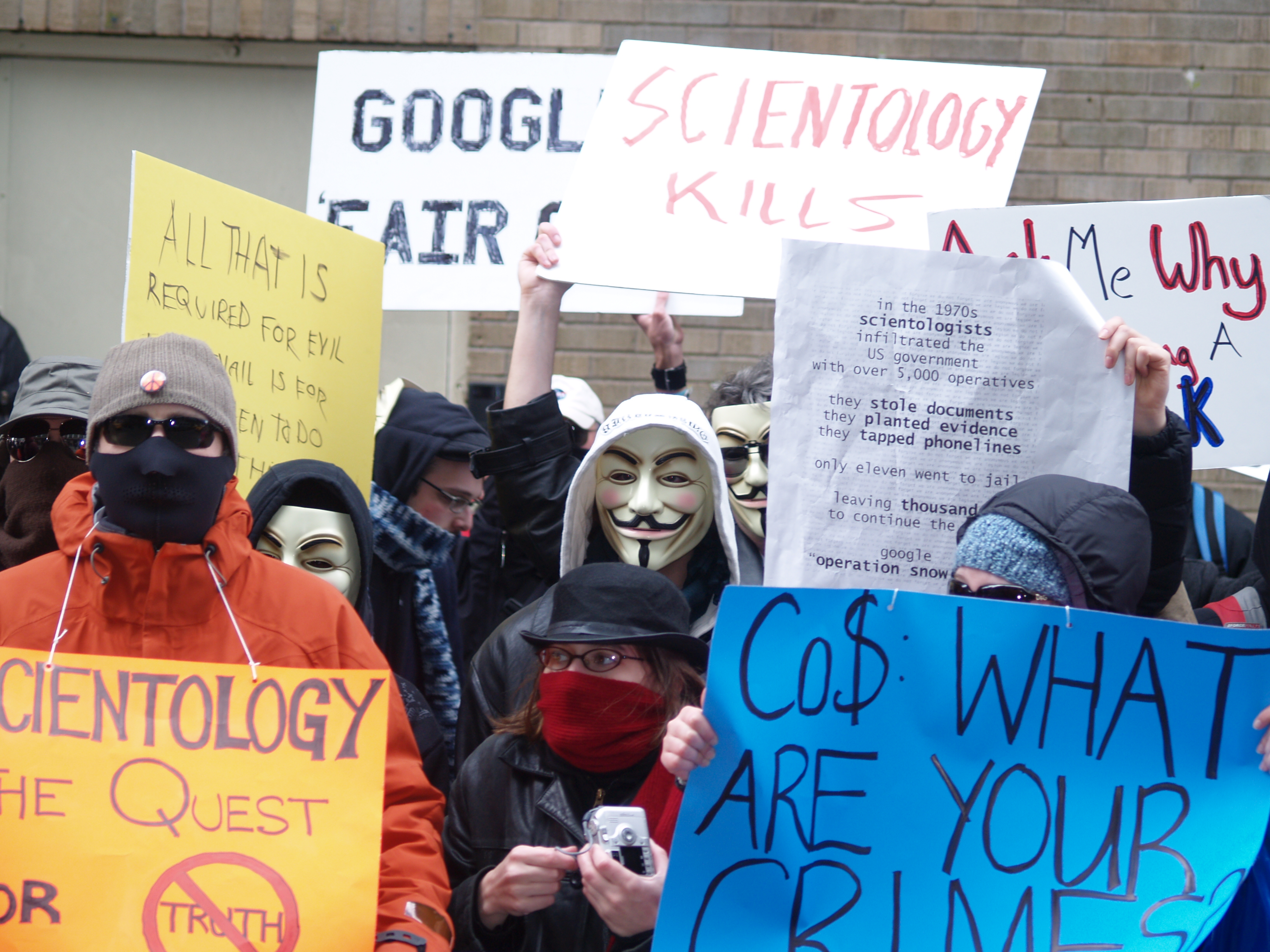
Manifestation de membres dAnonymous contre les pratiques de l'Église de Scientologie.

Le Projet Chanology est le nom donné à une série d'attaques informatiques contre l'Église de scientologie perpétrées par la communauté Anonymous, réalisée en fin du mois de janvier 2008, et aux manifestations mensuelles pacifiques du même groupe qui ont eu lieu par la suite.
Le 14 janvier 2008, une vidéo de l'église mettant en scène Tom Cruise se répand sur internet et est exposée sur YouTube,,,. L'église de scientologie porte plainte contre YouTube pour atteinte aux droits d'auteur et exige le retrait immédiat de la vidéo sur le site. En réponse à ça, le groupe Anonymous forme le projet Chanology,,,. Qualifiant l'action de l'église de scientologie appelant à la censure sur internet, les membres du projet Chanology organisent une série d'attaques par déni de service contre les sites de la scientologie, des canulars téléphoniques et fax aux centres de scientologie.
Le 21 janvier 2008, les individus clamant parler pour le groupe Anonymous annoncent leurs buts et intentions par le biais d'une vidéo postée sur YouTube intitulée « Message to Scientology » (« Message à la Scientologie »), et par le biais d'un communiqué de presse déclarant la « guerre à la scientologie » autant contre les églises que les centres,. Dans le communiqué de presse, le groupe déclare que les attaques contre l'église de scientologie continueront dans l'objectif de protéger la liberté d'expression et d'en finir avec ce qu'ils appellent les exploitations financières des membres de l'église. Une nouvelle vidéo intitulée « Call to Action » est exposée sur YouTube le 28 janvier 2008, appelant à des manifestations contre l'église de scientologie le 12 avril 2008. Le 2 février 2008, 150 individus se tiennent devant les portes de l'église de scientologie à Orlando (Floride, aux États-Unis) pour manifester contre l'organisation. Des manifestations mineures sont également organisées à Santa Barbara (en Californie) et à Manchester au Royaume-Uni. Le 10 février 2008, environ 7 000 individus ont manifesté dans plus de 93 villes à travers le monde. De nombreux manifestants portent un masque à l'effigie du personnage de V dans le film V pour Vendetta (qui s'inspire de la conspiration de Guy Fawkes), ou masquent autrement leur visage pour se protéger des représailles de l'église,.
Anonymous organise une seconde vague de manifestations dès le 15 mars 2008 dans les villes de plusieurs pays incluant Boston, Dallas, Chicago, Los Angeles, Londres, Paris, Vancouver, Toronto, Berlin et Dublin. On estime qu'environ 7 000 à 8 000 étaient présents, pratiquement autant qu'à la première manifestation. La troisième vague de manifestations a eu lieu le 12 avril 2008.
Des membres du collectif ont également manifesté à de très nombreuses reprises sur les lieux physiques des succursales de cette secte à travers le monde. Certains d'entre eux ont été blessés lors de ces manifestations, d'autres menacés et plusieurs sont actuellement en procès contre l'Église de scientologie.

### Attaques contre SOHH et AllHipHop
Au plus tard du mois de juin 2008, des internautes dits membres d' Anonymous ont revendiqué la série d'attaques contre le site Internet SOHH (Support Online Hip Hop). L'attaque a été planifiée à la suite des insultes des internautes de SOHH contre les membres d''Anonymous. L'attaque a débuté par étape - les membres d' Anonymous ont d'abord floodé les forums de SOHH, puis les ont fermés. Le 23 juin 2008, le groupe identifié comme étant Anonymous a engagé des attaques par déni de service (DDoS) sur le site, éliminant avec succès 60 % des capacités du site. Le 27 juin 2008, les pirates utilisent un cross-site scripting (XSS) pour remplacer la page d'accueil du site par des images satiriques et un en-tête contenant des injures et stéréotypes raciaux, tout en volant les données personnelles et coordonnées des administrateurs du site.
À la suite de ces actes, le site a été fermé par les administrateurs. AllHipHop (en), un autre site Internet, a également été victime de ce type de problème. Au matin du 27 juin 2008, AllHipHop.com, de retour en ligne, diffuse un commentaire officiel dans lequel il est expliqué que le site coopérerait avec SOHH dans le but de lutter contre ces cyber-terroristes. Le 30 juin 2008, SOHH diffuse un commentaire officiel au sujet des attaques sur sa page d'accueil. Le commentaire explique que les criminels « visent spécifiquement les jeunes noirs, hispaniques, asiatiques et juifs impliqués dans la culture hip-hop » et liste un nombre de sites basés hip-hop qui auraient également été piratés par les mêmes criminels. Il est également noté que le site coopérerait avec le FBI.
Durant son entrevue, Felicia Palmer, cofondatrice de SOHH, confirme qu'une enquête par le FBI est en cours, et que les données personnelles des pirates auraient été consultées. Palmer explique que la plupart de ces criminels ont été « localisés aux États-Unis, et seraient âgés entre 16 et 21 ans » et que la plupart d'entre eux habiteraient à Waco (Texas). Il ne s'agissait apparemment que d'une blague, mais Palmer pense le contraire et que l'attaque était bel-et-bien de nature raciste.
Les cyber-terroristes se disent être membres d'Anonymous. Cette information n'est cependant pas tangible étant donné que cette communauté est activiste contre toute forme de racisme.

## 2009

### No Cussing Club
En janvier 2009, des membres d'Anonymous ciblent un adolescent habitant en Californie, McKay Hatch, qui a créé le site No Cussing Club, un site contre les insultes,. L'adresse, le numéro de téléphone et autres informations personnelles ont été diffusés sur Internet, et sa famille a reçu en nombre des spams, des appels téléphoniques insultants, voire des livraisons non-demandées de pizzas et de contenus pornographiques.

### YouTube porn day
Le 20 mai 2009, des membres d'Anonymous chargent une grande quantité de vidéos pornographiques sur YouTube. Bon nombre de ces vidéos sont masquées en tant que contenus pour enfant ou familiaux avec quelques mots clés comme « Jonas brothers ». YouTube a depuis supprimé toutes les vidéos chargées sur le site. La BBC contacte l'un des membres du groupe, qui explique alors qu'il s'agissait d'un « raid 4chan » organisé à la suite des suppressions de vidéo-clips sur YouTube. BBC News rapporte qu'une victime de ces vidéos a posté un commentaire disant : « J'ai 12 ans et qu'est-ce que c'est que ça ? », phrase devenue, plus tard, un mème Internet.

### Manifestations électorales iraniennes

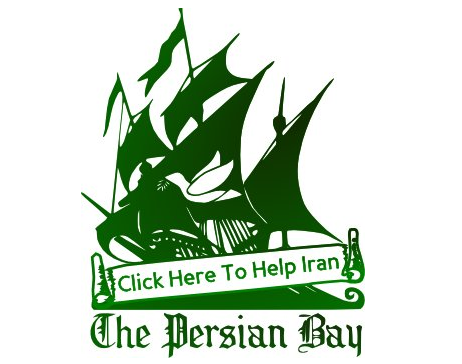
Nouveau logo donné par les Anonymous pour aider l'Iran.

Des doutes ont été émis à propos de la victoire de Mahmoud Ahmadinejad aux élections présidentielles ; des milliers d'Iraniens ont participé aux manifestations. Anonymous, associé à The Pirate Bay et de nombreux pirates iraniens, a lancé un support nommé « Anonymous Iran ». Le site a atteint 22 000 participants à travers le monde et a permis un échange d'informations entre le monde et l'Iran malgré les tentatives de censure par le gouvernement iranien. Le site encourage les actions militantes des Iraniens,.

### Opération Didgeridie
En septembre 2009, le groupe intervient « dans le but de protéger les droits civils ».

## 2010

### Opération Payback, Avenge Assange et Bradical

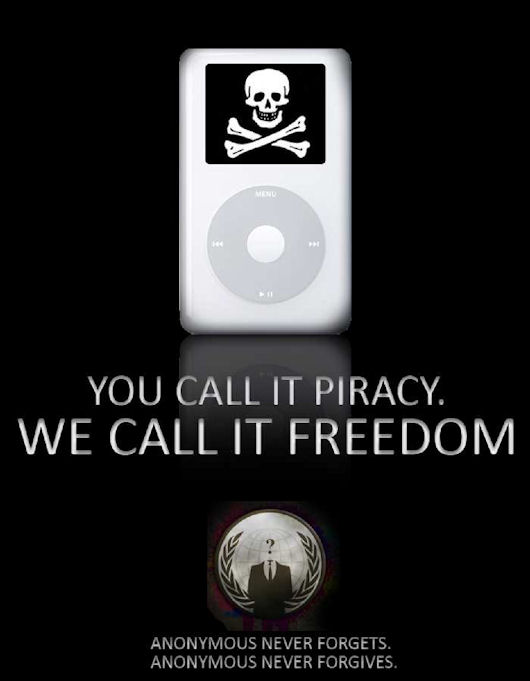
Une des premières affiches d'Opération Payback.

Operation Payback est un groupe qui coordonne des attaques contre les adversaires du piratage sur Internet. Il se positionne en tant que défenseur d'un « internet libre et ouvert à tous ». Cette opération s'est cristallisée à propos de l'affaire The Pirate Bay,. La campagne Avenge Assange a été une réaction au refus de plusieurs banques de garder WikiLeaks comme client. Elle a visé notamment les sites de Paypal, Visa et MasterCard. Ces dernières opérations marquent le passage à une forme d'action plus délictueuse - l'attaque par déni de service (DDoS), avec son prolongement en Social Denial of Service (SDoS).
Le 2 avril 2011 lance une attaque contre le géant Sony, nommée #opsony, partie intégrante d' Operation Payback. Anonymous revendique l'attaque et affirme sa victoire contre la firme pour avoir mis le PlayStation Network et d'autres sites officiels PlayStation hors-service. Le PlayStation Network a été mis hors-service à long terme et, malgré les accusations portées contre Anonymous, les membres du groupe expliquent qu'il n'y a aucune action dite officielle, et que l'attaque avait été planifiée par des petits groupes de membres. Le 15 octobre 2010, Copyprotected.com a été victime d'une injection SQL et a ainsi été défiguré. Trois jours plus tard, l'opération Payback a attaqué le UK Intellectual Property Office par le biais d'une attaque DDoS.
En décembre 2010, le site d'archives WikiLeaks, sous la pression, ne diffuse plus aucun document lié aux télégrammes de la diplomatie américaine. En réponse à cette injustice, Anonymous annonce son soutien à WikiLeaks. Operation Payback change alors de but pour se focaliser sur WikiLeaks et des attaques DDoS sont lancées contre Amazon, PayPal, MasterCard, Visa et l'institution financière suisse PostFinance, pour manifester leur mécontentement face aux anti-WikiLeaks. Une seconde offensive est lancée en décembre sous le nom d' Operation Avenge Assange,,,,,,. À la suite de ces attaques, les sites de MasterCard et de Visa ont été bloqués durant le 8 décembre,.

### Diverses opérations

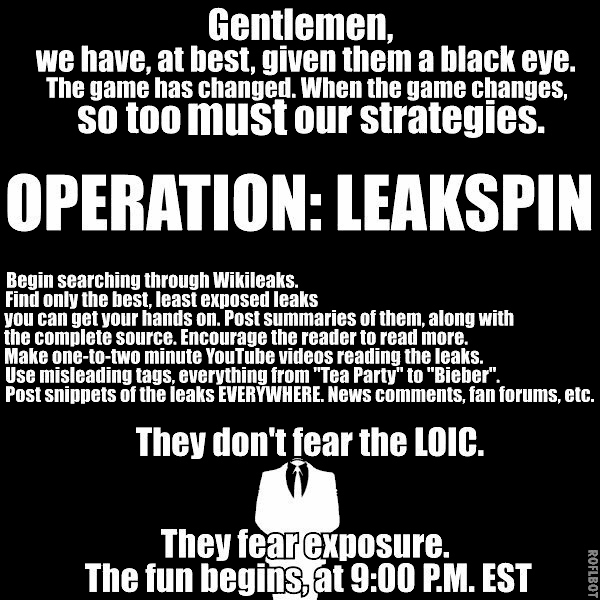
Affiche officielle de l'Opération Leakspin.

Le 10 février 2010, des manifestations ont été faites envers le gouvernement australien concernant un projet de filtrage d'Internet (censure de vidéos pornographiques spéciales). Quelques heures plus tôt, Anonymous envoie une vidéo sur YouTube, s'adressant à Kevin Rudd et Seven News (en), exposant une liste d'exigences et de menaces.
L’opération Leakspin, rebaptisée ultérieurement Crowdleak, est née de la volonté de faciliter la diffusion des 250 000 câbles diplomatiques américains, recueillis par WikiLeaks et progressivement mis en ligne depuis le 28 novembre 2010, en partenariat avec des medias. Cette opération vise notamment à faire vivre un espace de débat et d’analyse de ces textes,.
Également durant le mois de novembre, en France, le groupe médiatise sa réticence face à la loi Hadopi et envisage une attaque par DDoS sur le site officiel. Cependant, l'attaque, prévue pour le samedi 6 novembre 2010, ne s'est jamais produite.
Les sites Internet du gouvernement de Zimbabwe ont été ciblés par Anonymous à la suite des censures de documents WikiLeaks.

## 2011

### Attaque du site de Fine Gael
Le site Internet du parti politique irlandais Fine Gael a été piraté par Anonymous durant les élections générales irlandaises de 2011 d'après TheJournal.ie. Le site a été remplacé par une page montrant le logo des Anonymous avec d'écrit « Rien n'est sûr, vous avez placé toute votre confiance dans ce parti politique et celui-ci n'a pris aucune mesure pour vous protéger. Il vous offre le droit de vous exprimer mais ne vous entend pas. RÉVEILLEZ-VOUS! <par Raepsauce et Palladium> ».

### Activités du printemps arabe
Une opération, nommée Opération Tunisie, vise à soutenir les internautes tunisiens lors de la révolution tunisienne pendant laquelle le gouvernement de Zine el-Abidine Ben Ali censure internet.
Le 2 janvier 2011, huit sites gouvernementaux ou proches de la présidence tunisienne ont été mis hors service par saturation de leurs serveurs. Anonymous a fourni à ses membres et à tous ceux qui le souhaitaient un logiciel noyant ces sites de demandes d'accès, avec instruction de l'utiliser en même temps. Une semaine après, le site internet de la télévision nationale TV7 a été piraté pour n'afficher que le message, en arabe : « Les journalistes condamnent la répression de la police et exigent la libération de Slim Amamou ». Par ailleurs, Anonymous a aidé les internautes tunisiens à se protéger des agents de la censure sur internet du gouvernement en fournissant des astuces pour garantir l'anonymat de messages, de partage de fichiers ou leur protection. Certains Tunisiens n'ont pas hésité, en Tunisie même, à s'afficher avec le masque symbole d'Anonymous. Au début de leur action, au printemps 2010, les membres tunisiens dAnonymous étaient environ une cinquantaine. Ils seraient à présent plus de 4000 à agir au travers de ce groupe. Selon un des opposants arrêtés par la police tunisienne, Slim Amamou, l'action de la communauté a été « déterminante » dans l'extension de la révolte en Tunisie. C'est également l'avis de Lucie Morillon, membre de Reporters sans frontières. Les pages Internet du ministère de l'information et du parti démocratique du président Hosni Mubarak ont été mises hors-ligne par Anonymous dans le but d'encourager la Révolution égyptienne de 2011.
Le dimanche 7 août 2011, en soutien aux révolutionnaires syriens, Anonymous pirate le site du ministère de la défense syrien, et place en page d'accueil un message au peuple : « Au peuple syrien, le monde est à vos côtés, contre le régime brutal de Bachar el-Assad. Sachez que le temps et l'histoire sont de votre côté, ». Le site est resté inaccessible pendant plusieurs jours. De plus, ils s'attribuent le piratage de la messagerie internet de Bachar el-Assad (dont le code serait 12345).

### Opération Sony
Le groupe Anonymous annonce une attaque contre Sony au début du mois d'avril 2011. Celle-ci a été lancée en raison de la déclaration de Sony après le hack de GeoHot : « Sony s'engage à éliminer tous les hackers de la PlayStation 3 ». Ils veulent d'une part défendre GeoHot, d'autre part montrer à Sony qu'ils ont tort. Le but est de provoquer le boycott des magasins Sony.
Le 17 avril 2011, le groupe lance une attaque contre Sony et le PlayStation Network. Anonymous explique : « Nous avons lancé cette attaque contre Sony pour envoyer un message aux joueurs à travers le monde qui ont des droits, et ne sont pas uniquement une source de revenus. Votre désagrément temporaire devrait avoir un retentissement durable pour Sony et d'autres sociétés qui s'obstinent à dégrader leurs services aux clients pour en tirer toujours plus de profits. Même si vous ne pourrez pas jouer pendant quelques jours, cet évènement devrait vous permettre de jouer des centaines d'heures plus sereinement dans l'avenir. Les Anonymous sont aussi des joueurs. Nous soutenons les droits des gens à travers le monde, et nous continuerons de nous dresser pour avoir un usage complet des appareils que nous achetons. »

### Opération Antisec
Le groupe s'associe avec LulzSec pour pirater plusieurs sites afin d'en diffuser les contenus,. Alors que les deux groupes traquent les sites américains, Anonymous cible également des sites gouvernementaux de Tunisie, Anguilla, Brésil, Zimbabwe, Turquie et Australie. Le 21 juillet, Anonymous diffuse des documents PDF extraits du site de l'OTAN.

### Opération Facebook
L'idée d'une opération auprès du site Facebook apparait vers mai 2011. Il s'agit d'une opération d'information et de diffusion. Des tracts et des vidéos sont édités, mettant en avant les failles, ainsi que les écarts de conduite du site. Ces écarts de conduite incluent la gestion des données sauvegardées (conservation du profil, même après le décès de l'utilisateur, impossibilité de supprimer son profil ou d'effacer ses traces, etc.), les données fournies par Facebook aux applications (jeux , etc.) et la revente possible de données du profil pour une exploitation commerciale comme prévu par les conditions d'utilisations (toute information peut être exploitée ou revendue, le site s'engage uniquement à cacher les informations qui pourraient mener à l'identification directe de l'utilisateur). L'existence de tels flux de capitaux expliquerait même, d'après certains, la gratuité du site, qui fait face à des frais de fonctionnement énormes ; en 2008, la société devait débourser un million d'euros par mois, rien que pour approvisionner ses serveurs en électricité. Depuis, le nombre d'utilisateurs inscrits sur le site a été multiplié par 7,5 (environ 750 millions en 2011).
De plus, bien que Facebook soit un support utile pour les révolutions arabes en Égypte et en Tunisie, Anonymous suspecte, puis prouve que les autorités de ces pays pouvaient identifier les révolutionnaires, et que cette collaboration systématique avec les autorités locales a certainement servi à la répression des mouvements protestataires. Anonymous et Telecomix recommandent d'éviter ce site, de partout dans le monde, mais surtout de Syrie, où la répression de Bachar el-Assad et le contrôle d'internet sont au centre des préoccupations du groupe.
Début août, une vidéo postée sur YouTube annonce une attaque informatique envers le groupe Facebook, avançant la date du 5 novembre 2011,. Deux comptes, un sur Twitter et l'autre sur Facebook, ont été créés pour l'attaque, accompagnés de la mention Op_Facebook (#Op_Facebook sur Twitter). Or, cette vidéo exprimant clairement l'intention de « tuer » le site, elle véhicule un message qui n'est à l'évidence pas conforme aux idées du groupe, car celui-ci s'oppose farouchement à la destruction des « loisirs » et des « médias » populaires. Certaines sources remarquent que l'attaque planifiée du site Facebook coïncide, à quelques mois d'intervalle, avec la mise en service du réseau social concurrent Google+[réf. nécessaire], même si celui-ci a reçu un bon accueil de la part des internautes. Le message du groupe poursuit : « Vous n'êtes à l'abri d'aucun gouvernement. Facebook a vendu des informations aux agences gouvernementales et donné des accès privilégiés à des entreprises clandestines pour espionner les gens. Facebook est l'opposé de la cause AntiSec », une opération lancée en lien avec les hackers Lulz Security (dits « LulzSec ») qui plaide pour une « défense de la vie privée ».
Dans les semaines qui suivent, les Anonymous démentent une possible attaque du réseau social Facebook. Certains « réseaux qui se sont déjà fait connaitre » du collectif déclarent, à travers plusieurs moyens de communication, « L'OpFacebook est un mensonge. Nous ne 'tuons' pas le messager, cela ne nous ressemble pas » ou encore « Nous n'attaquons pas Facebook ».

### Opération BART
Le dimanche 14 août 2011, Anonymous s'attaque au site internet du Bay Area Rapid Transit (BART), le réseau de trains de banlieue de San Francisco, aux États-Unis. Un message clair, « nous ne tolérerons aucune censure », ainsi qu'une vidéo ont été diffusés sur la page d'accueil du site. Le but d' Anonymous était de dénoncer la coupure des réseaux de téléphonie mobile survenue le 11 août précédent dans certaines stations du réseau de transport. La société BART avait pris cette décision pour éviter une importante manifestation à la suite de la mort de Charles Hill. Armé de deux couteaux, l'homme avait été abattu par balle par deux policiers du BART le 3 juillet 2011.
Anonymous collecte également 2 400 données personnelles incluant noms, adresses et mots de passe non-cryptés d'employés ou d'utilisateurs du BART. Le groupe a également appelé à des opérations de saturations des fax « black fax » et des boîtes mails de la société « e-mail bomb ». La société BART a invité les utilisateurs du site à changer leurs mots de passe, mais n'a pas précisé si elle prendrait des dispositions pour sécuriser davantage ces données. La société s'est félicitée d'avoir réglé l'incident en 4 heures mais, selon certains, le site internet n'était toujours pas disponible le mardi 16 août 2011. Un article du San Francisco Weekly révèle, à la suite d'une conversation par chat, que finalement les membres d' Anonymous ne seraient pour rien dans l’attaque du site, mais que celle-ci serait une initiative isolée de la part d’une jeune française, « Lamaline_5mg », dont ce serait, selon son propre aveu, le premier fait d’armes. Lamaline affirme l'avoir fait pour s’amuser (« Je l'ai fait pour rire » ) en exploitant une faille très facile à pirater dans le site du BART,.

### Occupation de Wall Street

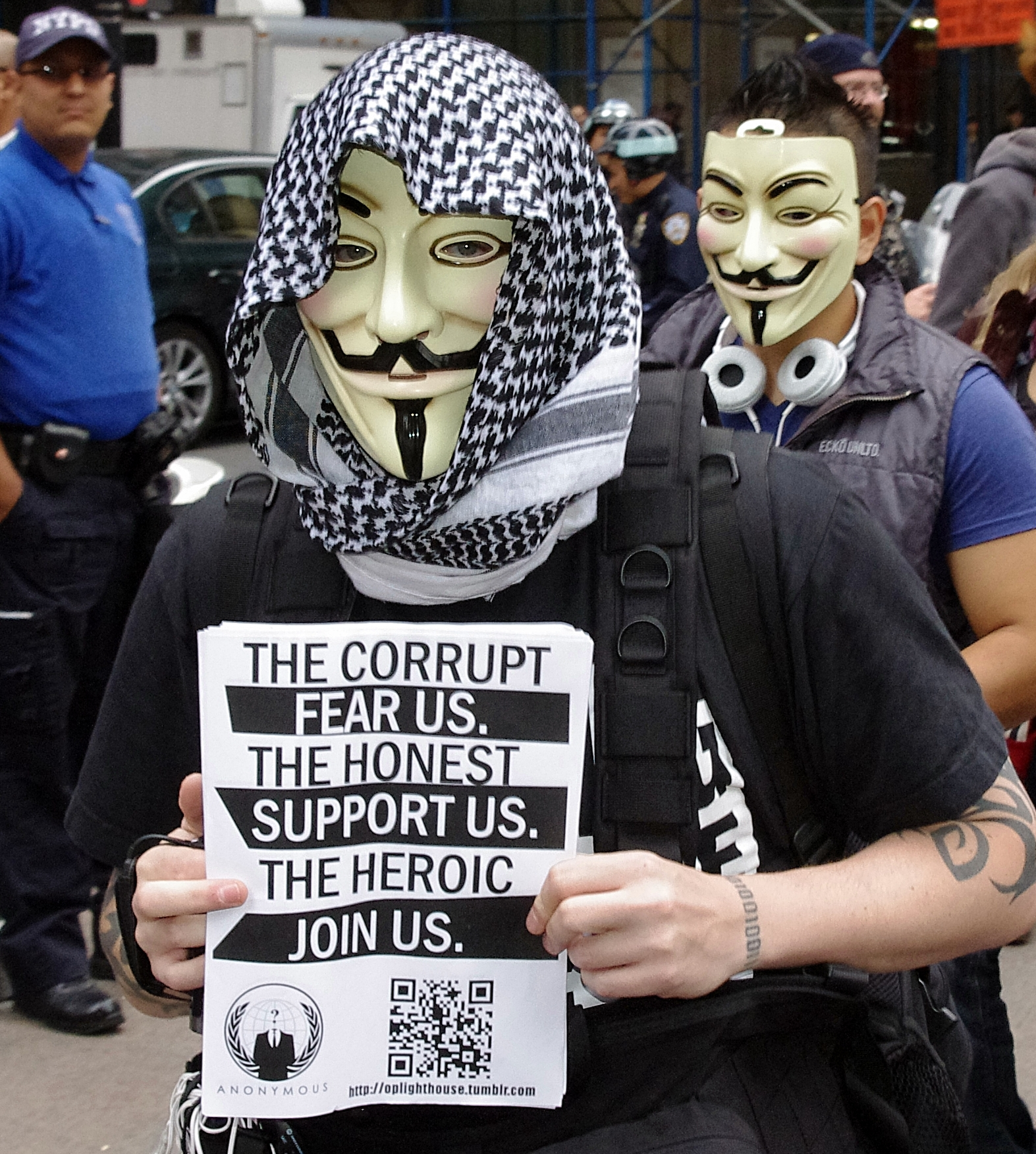
Membres dAnonymous, New York, à l'occupation de Wall Street.

À la fin de l'été 2011, le collectif invite les gens à occuper Wall Street,,. Le 1er octobre 2011, Anonymous publie un document contenant l'adresse, le numéro de téléphone et des éléments relatifs à la famille de policiers pour protester contre l'usage de gaz lacrymogène face à des manifestants pacifiques. Le 10 octobre 2011, Anonymous attaque les serveurs du site web de la bourse New-Yorkaise, nyse.com. L'attaque s'avère être un échec au niveau technique car le site n'est resté hors-ligne que pendant deux minutes.

### Opposition à Los Zetas
Le 6 octobre 2011, Anonymous diffuse une vidéo expliquant que le cartel de narcotrafiquants mexicains « Los Zetas » a enlevé l'un de leurs hackers à Veracruz, et que si cet otage n'était pas libéré, ils publieraient les informations personnelles des membres du cartel et de leurs collaborateurs politiques, policiers et militaires, ce qui pourrait conduire à la chute du cartel par d'autres cartels ou par les autorités mexicaines,,,,. L'otage fut finalement libéré avant le terme de l'ultimatum, ce qui fut un véritable coup d'éclat pour Anonymous : ils ont fait plier le gang le plus dangereux de la planète.

### Diverses opérations
Le 6 février 2011, des manifestations se sont tenues au Mexique contre des censures prises par le gouvernement mexicain.
Le 27 février 2011, Anonymous annonce une nouvelle attaque contre Koch Industries pour répondre aux manifestations. Entre 1997 et 2008, David et Charles Koch donnent plus de 17 millions de dollars à des think tanks tels Americans for Prosperity, Club for Growth (en) et Citizens United (en),.
Le 14 mars 2011, le groupe Anonymous envoie des courriels avec des documents soi-disant obtenus depuis Bank of America. D'après le groupe, ces données mettent en évidence une « corruption et une fraude ». Les membres expliquent que les documents ont été fournis par un ex-employé de Balboa Insurance, une firme anciennement propriété de BofA,,,,.
Le 12 juin 2011, une attaque par déni de service (DDoS) est survenue sur le site de la police espagnole, aux alentours de 21 h 30 (GMT). Le lendemain, Anonymous revendique ces attaques expliquant que l'attaque était une « réponse directe aux arrestations, vendredi, de trois individus liés au groupe hacktiviste ». www.policia.es a temporairement été fermé pendant une heure à la suite de leurs efforts. Le groupe encourage les mouvements civils contre la corruption en Inde. Ce cyber mouvement a été nommé Opération India,.
Le 15 juin 2011 à 19 h 30 (GMT), une opération contre le gouvernement malais est lancée pour protester contre la censure de WikiLeaks. Les sites gouvernementaux ont été mis hors-ligne,.
Le 26 septembre 2011, Anonymous publie les noms et adresses d'environ 25 000 policiers autrichiens pour protester contre une loi sur le stockage des données qui doit entrer en vigueur en 2012.
Lundi 17 octobre 2011, le groupe lance une nouvelle attaque (nommée Opération Darknet), cette fois-ci vers une quarantaine de sites pédophiles. Les comptes de 1 589 utilisateurs de ces sites sont mis en ligne,,. Les Anonymous demandent que soient retirés des serveurs de ces réseaux « toute pornographie infantile » et que les hébergeurs « refusent de fournir un service d’hébergement à un site diffusant de la pornographie infantile. Cette demande ne vise pas seulement Freedom Hosting, mais tout le monde sur internet. »
Le 26 décembre 2011, anonymous pirate le cabinet privé américain de renseignement Stratfor, obtenant les courriels et les données des cartes de crédit de ses clients (comprenant le ministère américain de la Défense, l'Armée de terre, l'Armée de l'air, d'autres agences publiques, des sous-traitants du secteur de la sécurité et des géants des hautes technologies, tels qu'Apple ou Microsoft). Sont également postés des images présentées comme les reçus de donations faites à des organisations charitables en utilisant les comptes de clients de Stratfor,,.

## 2012

### Opération Blitzkrieg
Fin 2011, une opération contre des sites néonazis est engagée par les Anonymous. Elle se nomme Opération Blitzkrieg, en référence à la guerre éclair menée par Hitler. Début janvier 2012, un site, Nazi leaks, est lancé afin de divulguer une liste de sympathisants supposés de groupes néonazis allemands. L'opération s'étend par la suite en France où divers sites et blogs nationalistes ou apparentés sont défacés.

### ArcelorMittal
Le 6 janvier 2012, après avoir menacé l’entreprise ArcelorMittal, le collectif Anonymous Belgique met ses menaces à exécution en piratant le site internet du groupe mondial de sidérurgie. À la place de la page d’accueil du site, une vidéo dénonçant la fermeture de la phase à chaud liégeoise est affichée. Le message vidéo critique la décision de fermeture de l'usine Cockerill en Belgique entraînant le licenciement massif de 600 travailleurs, et outrepassant la promesse officielle que cela ne se produirait pas. Au message vidéo s'ajoute un message écrit: « Nous continuerons sans relâche de châtier les organisations qui mettent à mal le bien-être des personnes innocentes qui aspirent en un monde meilleur pour leur famille et leur entourage ».

### Manifestations contre SOPA, PIPA et ACTA

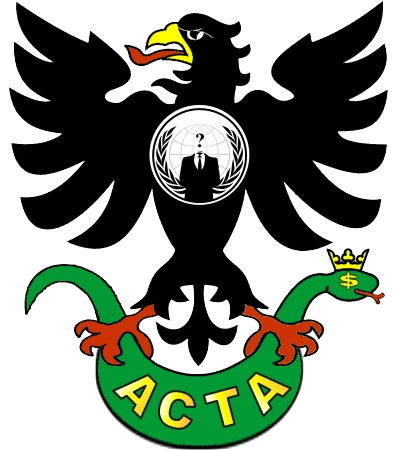
Logo d'Anonymous vs. ACTA.

Le groupe lance plusieurs attaques pour manifester leur opposition face aux deux législations proposées aux Congrès américain — Stop Online Piracy Act (SOPA) et PROTECT IP Act (PIPA).
Le 19 janvier 2012, 15 minutes après la fermeture du site de téléchargement direct Megaupload par les autorités américaines, le collectif Anonymous déclenche l'opération #OpMegaupload qui sera suivie avec 1800 tweet par minute sur Twitter. Au moyen d'attaques par déni de service, le collectif Anonymous rend indisponible le site de la justice américaine (justice.org) ainsi que le site de la maison de production Universal Music. L'attaque touche aussi les sites de la RIAA (riaa.com), de la MPAA (mpaa.org), du FBI (fbi.gov) et du gouvernement américain (whitehouse.gov), de la police de l'Utah (utahchiefs.org : Utah Chiefs Of Police Association), du département de la justice aux États-Unis (usdoj.gov), du site du gouvernement américain sur le copyright (copyright.gov), de Warner Music Group, de Broadcast Music Incorporated et de l'Hadopi. CNN parle ainsi d'environ 27 000 ordinateurs (zombies ou non) qui se seraient joints à l'opération. Le lendemain, les Anonymous annoncent que « la cyberguerre a commencé », promettant de lancer de nombreuses opérations coup de poing contre le gouvernement américain tant que la base de données de Megaupload resterait inaccessible. Le 20 janvier, le site de l’Élysée est touché, ainsi que celui d'Hadopi. Le 21 janvier, le site brésilien d'Universal Music est hacké. Le 22 janvier, ce sont les sites de CBS et de Vivendi, ainsi que de nombreux sites officiels brésiliens qui sont défacés, puis les sites des ministères de la Justice et de la Défense françaises sont à leur tour pris pour cible et rendus inaccessibles pendant la nuit. Le site de Sony est également touché, son catalogue musical et cinématographique est rendu gratuit sur le net. Le 23 janvier, les attaques continuent et déferlent sur le site de télépaiement des amendes, amendes.gouv.fr, de Kaspersky et sur les sites de la police et du gouvernement polonais.
Cette « cyberguerre », également appelé la « Guerre 2.0 », est engagée à la suite de la fermeture de Megaupload, non pas pour défendre le site, mais en signe de protestation contre toute forme de censure et pour conserver un Internet libre. Le directeur de la rédaction de L'Express, Christophe Barbier dénonce sur I-Télé les actions d'Anonymous et le soutien apporté au piratage en déclarant : « il faut dire à ces anonymes qu'ils ne sont pas des robins des bois, qu'ils ne sont pas là pour la liberté de la presse, la liberté d'expression ou la liberté du futur. Ils sont là simplement comme des voleurs », « On est blindés, pas de souci, on les attend ». À la suite de ces déclarations, le site du magazine est victime d'attaques. Ces attaques seraient l’œuvre d'un très petit nombre d'Anonymous, la majorité d'entre eux ayant condamné cette action.
Les attaques se poursuivent sans discontinuer pendant les jours qui suivent et, finalement, ce sont plusieurs centaines de sites qui sont rendus inaccessibles, défacés, ou qui voient leur base de données piratée. Les sites des gouvernements de la Grèce, de l'Irlande, de l'Italie, de la Pologne, de la Slovaquie, de la Roumanie, de la Suède, le site de la Commission européenne et du ministère de l'intérieur consacré à l'immigration en France, ainsi que de nombreux sites de police en Europe et aux États-Unis, et de majors du disque sont pris pour cibles.

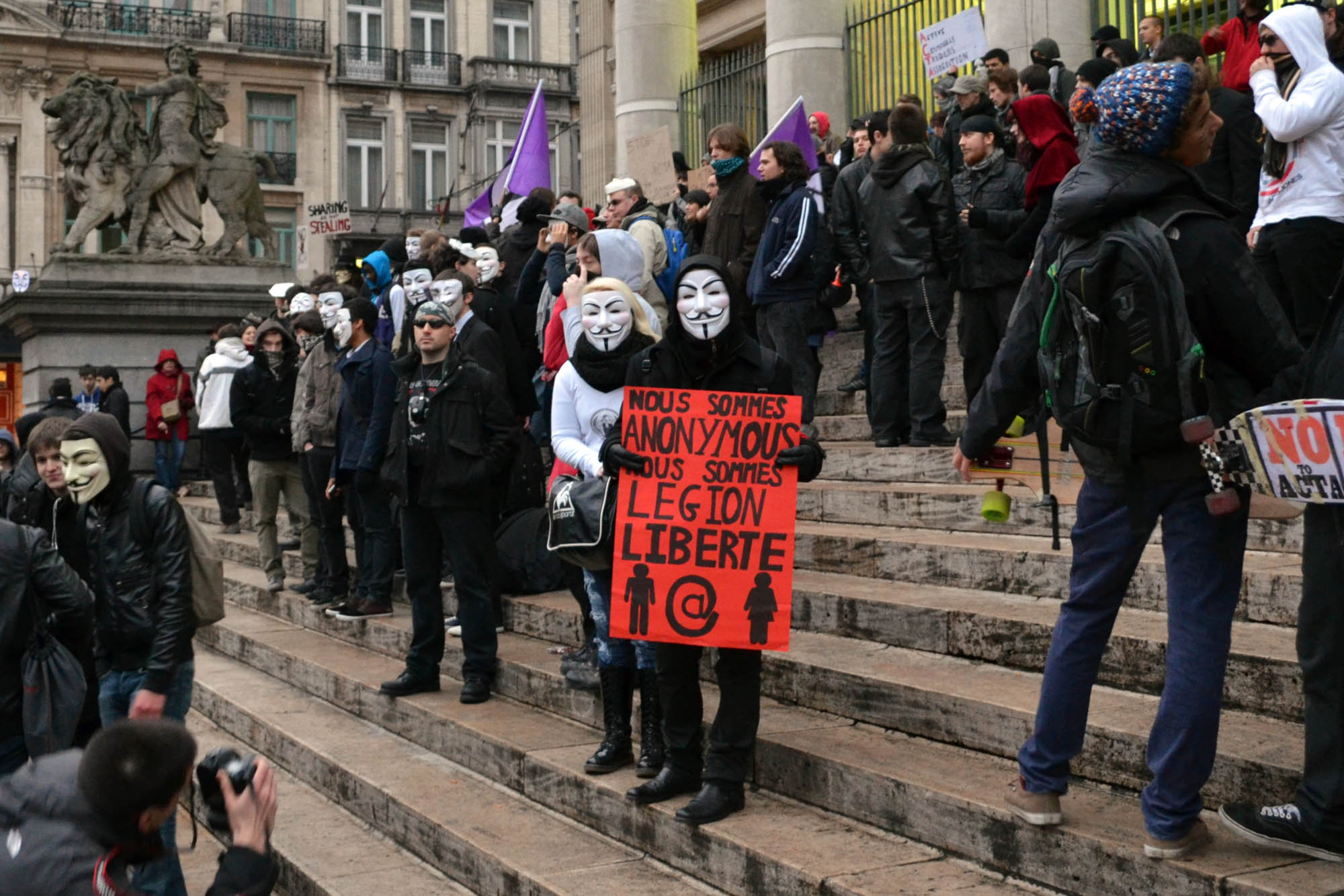
Manifestation, Bourse de Bruxelles (Belgique), 28 janvier 2012.

Le 27 janvier 2012, une liste révélant les noms, prénoms, adresses mail, mots de passe, téléphones portables et départements d'affectation de 541 policiers en service, piratée à partir du fichier des adhérents du syndicat Unité-Police SGP-FO, est diffusée sur un site internet de partage de dossiers. La liste est accompagnée du message suivant : « Cette action est la réponse à la déplorable tentative de répression et de censure que cautionne l’État français et que dénonce le mouvement Anonymous. À l’heure où nous écrivons ces mots, le monde sombre dans la censure. Internet est investi par les gouvernements et les puissances financières qui veulent le transformer en supermarché virtuel contrôlé »,. Le 28 janvier 2012, à la suite de l'appel d'Anonymous, plusieurs centaines de manifestants se réunissent dans une quarantaine de villes en France et en Belgique pour protester contre la signature par l'Union européenne de l'accord commercial anti-contrefaçon (ACTA), qui vise les marchandises mais aussi le téléchargement illégal, jugeant que ce texte liberticide manque de transparence depuis le début des négociations,. Le 3 février 2012, les Anonymous rendent publique une conversation téléphonique entre le FBI et Scotland Yard portant sur les activités de ces mêmes « hackers ». L'enregistrement est mis en ligne sur le site YouTube, accompagné d'un courrier électronique d'un agent du FBI organisant la conférence téléphonique et invitant notamment les responsables des polices du Royaume-Uni, de France et des Pays-Bas à y participer.
Un appel pour une deuxième manifestation contre ACTA est lancé par Anonymous et vise une mobilisation massive européenne pour défendre la liberté d'internet et dénoncer des lois liberticides. Des rassemblements sont prévus simultanément le 11 février 2012 dans pas moins de 228 villes dans 25 pays,.

### Attaques contre Hadopi
Opposés depuis le début à la loi Hadopi, les anonymous frappent à plusieurs reprises l'autorité publique. Dans la nuit du samedi 28 au dimanche 29 janvier 2012, le siège d'Hadopi est tagué. Le logo d'Anonymous est reproduit sur les murs, et le slogan « We are legion » apparaît en lettres rouges sur le pas de la porte.
Alors que la loi Hadopi prépare un rapport portant sur l'efficacité du système de surveillance des réseaux de partage de fichiers en pair à pair (rapport Znaty) afin de consolider les débuts de son action judiciaire, les anonymous piratent les échanges de courriels entre la structure et les ayants droit (Sacem, Alpa, SCPP, SPPF, etc.). Ils révèlent qu'Hadopi avait d'abord mis en ligne une version contenant diverses données confidentielles en annexes (portant sur la méthode de repérage des adresses IP, et permettant ainsi aux hackers de contourner la surveillance) avant de réaliser un rapport expurgé face à la colère des ayants droit. Par ailleurs, le piratage indique aussi que le document n'aurait même jamais du être mis en ligne mais conservé uniquement pour les magistrats. La révélation de ces diverses erreurs a pour but de mettre en doute le sérieux et les compétences d'Hadopi mais peut également avoir des conséquences judiciaires. En effet ces échanges prouvent qu'Hadopi a tenté de masquer des informations au magistrat, ce qui peut légalement entrainer une annulation de procédure.

### Opération «Génocide Arménien»
Le 25 janvier 2012, à la suite de protestations et menaces du gouvernement turc sur la France, qui adopta une loi en rapport au génocide arménien, le groupe Anonymous prend des engagements.
L’opération « Génocide Arménien » est lancée, dont le but est de lutter contre les pressions et attaques de l’État turc sur la communauté internationale qui souhaiterait s’exprimer sur cet événement dont le peuple arménien est victime. De ce fait, dans une vidéo postée sur YouTube, le groupe lance un message d’avertissement au gouvernement turc pour la reconnaissance du Génocide arménien « Ceci est un avertissement qui vous est adressé. Nous allons prendre pour cible les sites web du gouvernement turc jusqu’à ce que le Génocide soit confirmé. Vos protestations contre la France ne serviront à rien. »

### Opération Québec

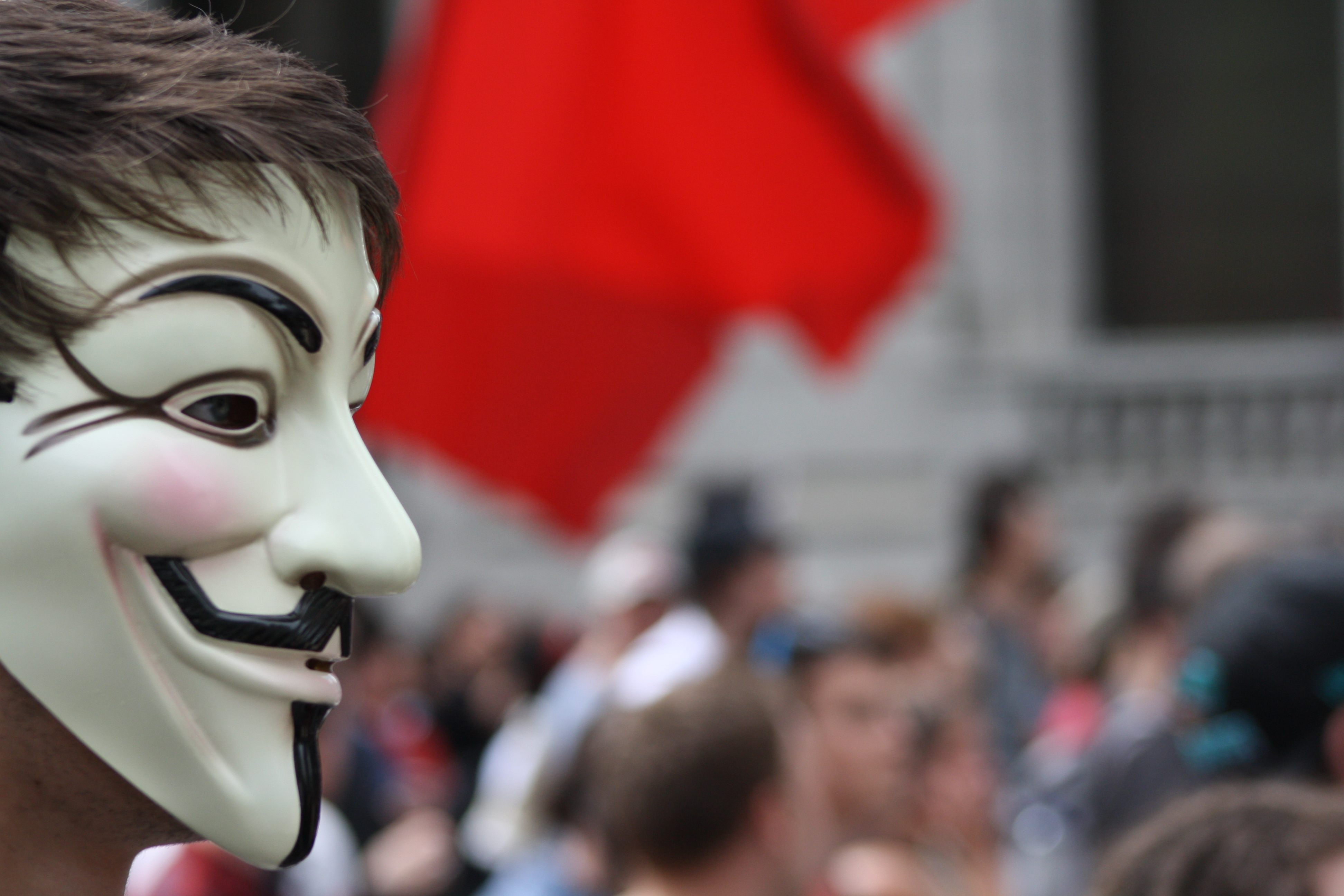
Manifestant portant un masque de Guy Fawkes à la manifestation du 22 mai 2012 à Montréal contre la loi 78.

À la suite de l'adoption, le 18 mai 2012, de la loi spéciale 78 visant, notamment, à mettre un terme à la grève étudiante québécoise de 2012, Anonymous lance l'opération Québec. Le collectif dénonce notamment les tentatives du gouvernement du Québec d'encadrer de façon répressive les manifestations et ainsi de brimer les libertés de l'ensemble des citoyens québécois. Les jours suivants l'adoption de la loi, des Anonymous revendiquent la mise hors service de sites gouvernementaux québécois tels ceux de l'Assemblée nationale du Québec, du Ministère de l'Éducation, du Loisir et du Sport et de l'aide financière aux études (bien que ces deux derniers auraient été mis hors-service par le ministère lui-même à titre préventif), ainsi que le site du Parti libéral du Québec.
Le 21 mai, le site de la déontologie policière est mis hors-ligne, et le site de la sécurité publique est piraté et affiche le message « Nous sommes Anonymes. Nous sommes Légion. Nous ne pardonnons pas. Nous n'oublions pas. Redoutez-nous. DB Dump : http://pastebin.com/VzRMkcZv »,. Par la suite, Anonymous menace de s'en prendre au Grand Prix du Canada 2012, qui doit être tenu du 7 au 10 juin à Montréal, de la même façon qu'il s'en est pris plus tôt dans l'année au Grand Prix de Bahreïn, et affirme avoir accédé au site Web officiel de la Formule 1 pour s'emparer de données confidentielles,.
Le 30 mai, les informations personnelles de clients ayant acheté en ligne des billets pour le Grand Prix du Canada sont mises en ligne. Le même jour, Anonymous met en ligne DVD Gouverne(mental), une vidéo de plus de deux heures tournées dans un riche domaine de Sagard en 2008 à l'occasion d'une fête donnée pour l'épouse de Paul Desmarais de Power Corporation. Sont présents à la fête et apparaissent dans la vidéo plusieurs personnalités de la politique de diverses allégeances et des médias tels que Jean Charest, Jean Chrétien, George H. Bush, Brian Mulroney, Adrienne Clarkson, Charlie Rose, Lucien Bouchard, ainsi que des personnalités du domaine du spectacle tels que Luc Plamondon, Robert Charlebois, Marc Hervieux et Yannick Nézet-Séguin.
Début juin, Anonymous publie des informations personnelles au sujet de policiers du Service de police de la Ville de Montréal (SPVM).

### Opération Révolution 404
Anonymous annonce, dans un communiqué de presse rendu public le dimanche 20 mai 2012, sa lutte, qu'il nomme « Opération Revolution 404 », contre le gouvernement Tunisien et la censure sur Internet. Selon le groupe, la révolution a été confisquée. « Anciens et nouveaux dirigeants, profiteurs passés et présents du régime, s'unissent dans une touchante unanimité et s'organisent pour nous priver, à nouveau, de nos libertés fondamentales. La censure s'apprête à réapparaître, l'arbitraire de l'État à redevenir la norme », a indiqué le communiqué.

### #OpBigBrother
C'est le nom d'une campagne d'information et de protestation contre l'accroissement de la surveillance globalisée, rendue techniquement possible par de nouveaux moyens électroniques et informatiques.
Le 28 juillet 2012, des manifestations en Europe ont lieu pour s'opposer à INDECT, à la suite de l'appel d'Anonymous (action surnommée #OpINDECT). Cet appel a reçu une réponse en vidéo de la part d'un membre de la Commission européenne, elle n'a pas satisfait le collectif Anonymous qui maintient ses manifestations.
Le 20 octobre 2012, Anonymous appelle le monde à protester à nouveau (action surnommée #OpBigBrother), mais plus seulement contre INDECT : « Ces projets se faisant de plus en plus nombreux, nous ne pouvons plus nous consacrer à lutter uniquement contre ACTA, INDECT et autres projets propre à chaque Etat, continent… mais bien contre tous les projets liberticides de ce type en regroupant cela sous une même bannière : #OpBigBrother. »
Le 8 décembre 2012, une nouvelle journée de protestation mondiale a lieu dans diverses villes du monde.
Le 2 février 2013 sous le nom de #OpBigBrother et #IDP13 (International Day for Privacy 2013 : journée mondiale pour la vie privée).
Le 1er juin 2013, une nouvelle journée aura lieu,.
Les actualités et informations sur le sujet sont diffusées par les Anonymous à travers ces mots-dièse Twitter : #OpBigBrother et #IDP13.

### Projet Mayhem 2012 et Tyler
Annoncé pour le 21 décembre 2012, le projet Mayhem 2012 (#ProjectMayhem2012, acronyme : #PM2012) est censé aboutir en un logiciel réseau nommé Tyler, qui faciliterait la tâche des lanceurs d'alerte et des activistes pour dénoncer les abus de gouvernements, entreprises, et publier des documents sensibles. Le collectif explique que, durant une période déterminée entre le 12 décembre et le 21 décembre 2012, le monde entier découvrira un fuitage sans précédent de données confidentielles financières, militaires et gouvernementales.
Ce projet aurait été planifié (en septembre 2011) à la suite du blocage de ses revenus imposé à WikiLeaks en 2010, mais aussi afin de ne plus avoir à compter sur WikiLeaks. La date de lancement a été choisie pour son effet publicitaire. Techniquement, Tyler fonctionnerait en réseau P2P anonyme à la manière d'un Darknet (ex: I2P).
Le nom des projets (Projet Mayhem et Tyler) est inspiré du film intitulé Fight Club (1999).
Au début 2012, des Anonymous ont lancé un site Internet (Par:AnoIA) ayant la même utilité que WikiLeaks.
En octobre 2012, un communiqué circule : « Ceci est un appel d'Anonymous à faire connaître l'existence et les objectifs de #PM2012 au grand public ».
Le 5 novembre 2012, « School of Galator » (galatorg.com), un site web hacktiviste publie un article titré « Tandis que la version logicielle de TYLER a échoué, il y a une version humaine de TYLER déjà en place. » (« While the software version of TYLER has failed, there is a human version of TYLER already in place. »).
Le 21 décembre 2012, aucun logiciel n'est rendu disponible sur Internet, ni sur la page web du compte à rebours officiel, dont le code HTML contient de nombreux textes cachés, citations, et liens web.
Le 22 décembre 2012, le collectif RA2012 (rEVOLUTIONART2012), qui est à l'origine au cours de l'année 2012 de dizaines d'adaptations vidéos de communiqués textuels au sujet de #PM2012, affiche sur son site Tumblr un article titré « Project Mayhem 2012: est-ce la fin ou le début ? » dans lequel il annonce que Tyler n'est en réalité pas un logiciel.
rEVOLUTIONART2012 considère #PM2012 comme sculpture sociale inspirée du mouvement panique de Fernando Arrabal, lequel les soutient.
Le 22 décembre 2012 en réaction à ce vaporware le collectif AnonUKIre (Anonymous UK Irlande) décide de lancer lui-même un successeur (il nomme son initiative Project Disk0rd), qui s'appuie sur l'utilisation du logiciel RetroShare dans le réseau duquel il crée une « chaîne » (canal de diffusion) nommée Tyler. Il le lance le 23 décembre 2012.
Janvier 2013, la première fuite de données y est diffusée, en rapport avec le suicide d'Aaron Swartz,.

### Diverses opérations
En janvier 2012, Anonymous pirate le site de la California Statewide Law Enforcement Association pour protester contre la brutalité policière. En février 2012, le groupe lance l'« opération Russie » durant laquelle des pirates non-identifiés ont piraté des boites mail d'activistes et pro-Kremlin. Depuis le 1er février, ses liens envers des contenus d'adresses e-mail ont été exposés sur le compte Twitter @OP_Russia. Les pirates se considèrent eux-mêmes faire partie du groupe Anonymous ; dans une vidéo, ils expliquent « We are Anonymous » (« nous sommes Anonymous »,. L'information divulguée a permis à bon nombre d'accuser Yakemenko et ses collègues d'avoir payé des faux bloggers et des trolls pour que ceux-ci commentent en faveur de Vladimir Poutine dans des articles négatifs de presse Internet,,. Le 28 février, Interpol annonce que 25 membres suspectés d'appartenir à Anonymous ont été arrêtés en Europe et en Amérique du Sud. À la suite de cette annonce, leur site a été inaccessible durant une brève période.
En avril 2012, Anonymous pirate 485 sites Internet du gouvernement chinois pour protester contre le manque de démocratie. En mai 2012, la compagnie Activision diffuse une bande-annonce de son prochain jeu vidéo intitulé Call of Duty: Black Ops II qui montre un terroriste portant un masque de Guy Fawkes. Anonymous, l'ayant pris comme une offense, menace de pirater Activision. Le 17 mai 2012, Anonymous lance une attaque contre les sites Internet de la cour suprême en Inde. Le 26 juin, le site de la Fédération des organisations économiques japonaises, a été mis hors-service, Anonymous clamant que cela fait partie de l'« Opération Japon ». La raison de leur action était de protester contre une nouvelle proposition de loi anti-piratage au Japon. Les individus en possession de musiques illégales ou de DVD piratés encoureraient jusqu'à 25 000 dollars d'amende et deux ans de prison, d'après CNET Japon.
En août 2012, le collectif revendique le piratage du site internet des agences de renseignement australiennes de l'ASIO et de la DSD.
Le 10 septembre 2012, un utilisateur Twitter du nom de @AnonymousOwn3r, se décrivant lui-même comme le responsable sécurité d'Anonymous, revendique une attaque de Go Daddy ayant mis hors-service 52 millions de sites.

## 2013

### #OpIsrael
Attaque en 3 phases sur les sites web officiels de Israël.

#### Singapour
Dans une vidéo publiée sur YouTube, les Anonymous réclament plus de liberté à Singapour et menacent directement le gouvernement.

### #OpAliceDay
Le 25 Avril est la journée de la "fierté pédophile" faisant référence aux célèbre roman de Lewis Caroll. Cette date symbolise la rencontre entre Charles Dodgson plus connu sous le pseudonyme de Lewis Carroll et la très jeune Alice Liddell en 1862. En 1995 était créé le "Wonderland Club", depuis les forums et clubs d'échanges ou d'achats de contenus pédopornographique ne cessent de proliférer sur le Darknet. Le groupe mène diverses actions telles que des attaques par déni de service, du doxing et la destruction de sites Web pédopornographique,.

## 2014

### #OpHackingCup
S'inscrivant dans le mouvement de contestation autour de la Coupe du Monde, des hacktivistes s'en sont pris à 67 sites partenaires de l'événement et menacent également de perturber les diffusions télévisuelles.

### Ku Klux Klan
Le 16 novembre 2014, le collectif pirate le compte twitter @KuKluxKlanUSA. Ils révèlent ainsi diverses informations sur le Ku Klux Klan, et notamment des noms de membres. Les hacktivistes ont agi ainsi à la suite de diverses moqueries et menaces de la part du KKK.

### #OpGPII
Opération contre les Grands Projets Inutiles et Imposés, en réponse au déficit démocratique de ces projets : 

- #NOTAV Ligne TGV Lyon-Turin

- #OpTESTET Barrage de Sivens qui a couté la vie à Rémi Fraisse, 

- #NDDL Aéroport de Notre Dame des Landes près de Nantes

- #BureStop Enfouissement de déchets nucléaire à Bure - l'opération mène à l'arrestation de trois activistes, dont Loïc Schneider

- #Roybon Center Parcs de la forêt de Chambaran et destruction de la forêt de Chambaran

- #millevaches Élevage laitier d'usine de plus de 1000 vaches

- #GCO Contournement de Strasbourg "Un gâchis économique et écologique"...

## 2015

### #Opcharliehebdo
Après les attaques terroristes survenues en janvier 2015 à Paris, le collectif déclare dans un communiqué sur Twitter « la guerre » aux terroristes islamistes et à toutes les organisations ayant un lien avec ces attaques, en attaquant les sites de propagande djihadiste et les comptes d'extrémistes, au nom de la « liberté d'expression » et « de la presse ».

#### #OpParis et #OpIsis
À la suite des attentats du 13 novembre 2015 en France, le groupe réitère sa promesse de mener la guerre aux terroristes qui tuent des innocents, en rappelant qu'il n'oubliera pas.
Dès novembre, des amalgames malheureux ont lieu[évasif].

## 2016

### Opération Comelec
Anonymous Philippines a piraté le site web de la Commission électorale (COMELEC) pour l'obliger à renforcer la sécurité des machines à compter les votes (VCM). Le piratage a été suivi d'une fuite d'informations personnelles d'électeurs, menée par LulzSec Pilipinas, qui les a placées sur le site "wehaveyourdata.com". Paul Biteng, 20 ans, diplômé en technologie de l'information (TI) et l'un des pirates du site Web du COMELEC, a été rapidement arrêté par des agents du National Bureau of Investigation (NBI),,.

## 2017

### Operation Darknet Relaunch
Les visiteurs de plus de 10 000 sites Web basés sur Tor ont reçu une annonce alarmante le 3 février à 11 h 50 HNE : "Bonjour, Freedom Hosting II, vous avez été piraté." Un groupe affilié à Anonymous avait compromis les serveurs de Freedom Hosting II, un service populaire d'hébergement de sites Web accessibles uniquement via Tor.
Anonymous a affirmé que plus de 50% des données stockées sur les serveurs de Freedom Hosting II contenaient de la pornographie enfantine. L'International Business Times rapporte que les pirates ont volé 75 Go de fichiers et 2,6 Go de bases de données.
Selon Sarah Jamie Lewis, chercheuse indépendante dans le domaine de l'anonymat et de la protection de la vie privée, qui a repéré ce piratage massif dans le cadre de ses analyses régulières de l'Onion space (sites du Dark Web fonctionnant sur le réseau Tor), Freedom Hosting II hébergeait environ 20 % de tous les sites Web du Dark Web.

## 2018

### Piratage non confirmé des sites officiels du Gabon
Les Anonymous auraient piraté au moins 70 sites officiels du Gabon, y compris leurs systèmes de messagerie. Ils ont déclaré que leurs actions "ciblaient les dictatures", cependant il n'y a pas eu de confirmation indépendante de l'affirmation des Anonymous.

## 2019

### Fuite d'emails de l'armée chilienne
Anonymous a accédé à six comptes de messagerie de l'Armée chilienne et a révélé 2,34 gigaoctets de données liées au renseignement, aux opérations, aux finances et aux relations internationales générées et reçues par ces courriels de 2015 à 2019. Les données divulguées englobent un total de 44 courriels, 1 340 documents, 401 images, 53 fichiers texte, 10 pages web, neuf dossiers et trois vidéos. Les Anonymous ont également publié une série d'articles de presse, de bulletins d'information internes, d'informations sur les voyages, d'avis et de résolutions judiciaires, de devis d'achat, de séminaires et d'autres fichiers de l'institution. En conséquence, dans une déclaration officielle, l'armée chilienne a activé ses protocoles de cybersécurité pour empêcher que des actes similaires ne se produisent à l'avenir, tout en soulignant que les comptes affectés étaient fournis par une société externe qui était utilisée pour interagir, partager et/ou envoyer et recevoir des données avec des fournisseurs ou des institutions ayant une relation régulière avec l'armée chilienne.

### #OpHongKong
Pendant les manifestations de 2019 à Hong Kong et le siege de l'université polytechnique de Hong Kong, les Anonymous ont annoncé leur piratage de quatre bases de données chinoises MongoDB, dont ils avaient fait don à un service de notification de violation de données vigilante.pw. Dans une déclaration aux médias, ils ont averti que "tout est possible, rien n'est sûr", et que "si Hong Kong est supprimé, la Chine considérera Taïwan comme la prochaine cible, ce qui peut précéder une Troisième Guerre mondiale", tout en faisant référence à la citation du film Terminator "Il n'y a pas d'autre destin que celui que nous nous imposons".

## 2020

### Piratages en faveur de Taïwan
En février, les Anonymous ont piraté le site web des Nations unies et créé une page pour Taiwan, un pays qui n'a pas de siège à l'ONU depuis 1971. La page piratée présentait le drapeau de la république de Chine, l'emblème du KMT, un Indépendance de Taïwan flag, le logo d'Anonymous, et des vidéos YouTube intégrées telles que l'hymne national de la république de Chine et la musique de clôture du film de 2019 Avengers : Endgame intitulée "It's Been a Long, Long Time", accompagnée d'une légende. La défiguration a duré au moins 14 heures, et le serveur piraté appartenait au Département des affaires économiques et sociales des Nations unies.
Les Anonymous ont également piraté le site Web de l'Organisation mondiale de la santé (OMS) et y ont ajouté des pages identiques à celles du piratage de l'ONU, ainsi que de nombreuses pages "jukebox" contenant des vidéos d'Anonymous, comme la déclaration d'un membre taïwanais de l'organisation décentralisée affirmant que la Chine a violé de nombreux traités de paix par le passé, notamment au Tibet, et une scène du film "Maze Runner : The Death Cure" de 2018. Le groupe a laissé un message cryptique "UN Have you gotten the Korean memos ?" dans lequel les "Korean memos" font référence à un plan de paix proposé dans le livre "Stop North Korea ! A Radical New Approach to Solving the North Korea Standoff" écrit par l'ancien professeur de l'université d'Inha, Shepherd Iverson. Dans ce livre, il suggère d'"acheter la Corée du Nord" pour parvenir à la ré-réunification de la péninsule coréenne. Lors d'une interview avec Taiwan News, ils ont déclaré que les objectifs initiaux du piratage du site Web des Nations unies étaient de promouvoir le plan de paix susmentionné de Shepherd Iverson ainsi qu'une version modifiée par le hacktiviste Cyber Anakin,.
Quelques jours plus tard, le groupe pirate un site gouvernemental chinois et insère un collage de portraits mettant en scène les présidents de la république de Chine. Outre la publication d'un manifeste affirmant que "nous parlons au nom du peuple", ils affirment que la connaissance du HTML est suffisante pour reprise de la Chine continentale. La page de défiguration comprenait également des références sans rapport, telles qu'un message Reddit intégré concernant la démission de l'ancien modérateur du subreddit r/HITMAN "misconfig_exe" en raison d'abus présumés de la part des mods, et les cinq revendications des manifestations de Hong Kong 2019-20,.

### #PLDTHacked
Le 28 mai 2020, le compte Twitter du service client de PLDT a été piraté par un groupe anonyme Filipino en guise de protestation contre la terrible connexion Internet desservie par PLDT. Les pirates ont également changé le nom du profil en "PLDT Doesn't Care".
Le premier tweet des hackers indique : "Alors que la pandémie se profile, les Philippins ont besoin d'un internet rapide pour communiquer avec leurs proches. Faites votre travail. Les corrompus nous craignent, les honnêtes nous soutiennent, les héroïques nous rejoignent. Nous sommes les Anonymous. Nous sommes la Légion. Nous ne pardonnons pas. Nous n'oublions pas. Attendez-vous à nous."

### Émeutes à Minneapolis
À la suite de la mort de George Floyd et des émeutes à Minneapolis, des Anonymous piratent le site web de la police de Minneapolis. Ils diffusent une vidéo où ils menacent de dénoncer tous les agents de police corrompus ainsi que tous les dossiers et crimes au monde entier. Ils piratent également les ondes radio de la police de Chicago en diffusant en boucle le morceau de NWA Fuck tha Police pour empêcher toute communication durant les manifestations.

### Affaire Jeffrey Epstein
Fin mai, des Anonymous accusent Donald Trump d'avoir menti sur sa relation avec Jeffrey Epstein.

### Mort de Diana Spencer
Le 31 mai, Anonymous affirme dans un message sur Twitter que la mort de Diana Spencer, survenue 31 août 1997, ne serait pas un accident. Elle aurait été orchestrée par la famille royale car des affaires de corruption et de trafic sexuel d’enfants auraient été découvertes.

### Piratage de Bolsonaro et soutien à Julian Assange
Le 4 juin, un groupe de pirates informatiques a publié des informations personnelles sur le président Brésil Jair Bolsonaro, sa famille et son cabinet. Le ministre de la Justice André Mendonça a demandé à la police fédérale d'ouvrir une enquête. Ensuite, une enquête parlementaire du Congrès brésilien sur la question des fausses nouvelles sur Internet a publié un rapport montrant que le gouvernement fédéral a utilisé 2 millions de reais d'argent public pour financer la publicité sur plusieurs sites Web, dont certains soutenaient le président. En outre, les Anonymous ont mis hors service le site Web du département de la police d'Atlanta par le biais d'une attaque DDoS, et ont dégradé des sites Web tels qu'une page Web du gouvernement philippin et celle des laboratoires nationaux de Brookhaven. Ils ont exprimé leur soutien à Julian Assange et à la liberté de la presse, tout en "s'en prenant" brièvement à Facebook, Reddit et Wikipedia pour s'être "engagés dans des pratiques douteuses derrière nos yeux indiscrets". Dans le cas de Reddit, ils ont publié un lien vers un document judiciaire décrivant l'implication possible d'un modérateur d'un subreddit à fort trafic (r/news) dans une affaire de harcèlement en ligne,.

### #UgandanLivesMatter
Le 20 novembre 2020, le site web de la police ougandaise a été piraté car il était en panne depuis plusieurs jours. Les Anonymous ont revendiqué le piratage dans un tweet en réponse à la violente répression des manifestants à la suite de l'arrestation du candidat à la présidence, la popstar Bobi Wine. "Ouganda : La police (@PoliceUg) a tué au moins 28 personnes, en a arrêté 577 et en a blessé des dizaines d'autres avec des balles réelles, des coups, des gaz lacrymogènes et des canons à eau. Lors d'une manifestation contestant le règne de 34 ans du président Yoweri Museveni. UgandaIsBleeding ugandanlivesmatter", peut-on lire sur le retweet du compte Anonymous International. Le premier tweet concernant le piratage a été réalisé par un membre revendiqué d'Anonymous qui a déclaré que le site Web de la police ougandaise avait été mis hors ligne en réponse à la violente répression des manifestants. Ils auraient dû s'attendre à ce que nous... "

## 2021

### #OpsWakeUp21
Anonymous a annoncé des cyber-attaques sur au moins cinq sites web de Malaisien, dont ceux des gouvernements des États de Johor et Sabah ainsi que du ministère du Commerce international et de l'Industrie. En conséquence, 11 individus ont été arrêtés comme suspects,,,.

### Piratage de sites Web chinois
À partir du 30 septembre, les Anonymous ont piraté un site Web du gouvernement chinois consacré à la promotion du tourisme et ont téléchargé plusieurs documents et images dans son répertoire de fichiers, qui ont été partagés sur Reddit par l'utilisateur "Allez-opi_omi". Le piratage a duré environ trois jours et a été divisé en trois parties. Au cours de la première partie, les Anonymous ont posté des éléments relatifs à l'emblème d'Anonymous, au drapeau taïwanais, à l'hymne taïwanais, à une bannière en faveur de l'indépendance de Taiwan, à une photo de l'informateur médical chinois Li Wenliang et à des mèmes tels que celui qui se moque du PDG d'Epik Rob Monster, celui appelant les gens à combattre la pandémie de COVID-19 comme Bruce Lee, et celui montrant le leader of China Xi Jinping imposé sur le corps d'un Apple executive présentant les COVID-19, COVID-19 R, COVID-19 Pro, et COVID-19 Pro Max, au lieu des derniers modèles d'iPhone 13. En outre, ils ont également publié un document d'Anonymous Malaysia accusant un " influenceur Instagram/TikTok " qui se fait appeler " Kuaanzii " d'être un " violeur en série " qui aurait agressé plus d'une centaine de femmes, tout en désignant un individu " Neo Yeaken " comme complice et en incluant des liens vers des articles de presse locaux malaisiens pertinents dans le document. Enfin, un mème cryptique indiquant "Things are about to get moar snippy !" a été posté,.
Au cours de la deuxième étape du piratage, ils ont mis en ligne la photo de Tank Man, ainsi qu'une version modifiée contenant le texte suivant : "Lorsque vous venez de commencer un jeu et que vous essayez de déterminer la force de votre personnage", ainsi que des reproductions de l'image dans divers jeux vidéo. Outre le téléchargement de photos du personnage de dessin animé Winnie l'ourson et de l'emblème national de Taiwan, ils ont également inclus une page intitulée "BONUS - Throwback Thursday : Cadeau de Noël d'Anonymous 2020", qui contient des liens vers des pages piratées de la Fédération de football de la région d'"Astrakhan" en Russie. Elles contenaient à leur tour des images de dissidents russes, davantage de symboles taïwanais, des mèmes de l'Alliance du thé au lait, et d'autres symboles de défi contre les régimes autocratiques,.
Lors de la dernière étape du piratage du site web touristique chinois, les Anonymous ont publié les images des présidents de la république de Chine, la chanson anticommuniste "Go and Reclaim the Mainland" (反攻大陸去), et des mèmes dont celui exhortant Taïwan à réparer le Massacre de Lieyu de 1987 afin de "devenir vraiment Numbah Wan", une photo non séquentielle sur laquelle on peut lire "L'âme de l'Afghanistan vivra longtemps et prospérera" qui semble soutenir la république islamique d'Afghanistan déchue contre les Talibans, un mème lié à Ready Player One qui s'en prend au Parti communiste chinois. (PCC) qui s'en prend à la gestion de la pandémie par le secrétaire général Xi Jinping, où l'on peut lire "Tous les potes s'en prennent au PCC à cause de la mauvaise gestion du COVID par Winnie", et un mème wojak qui se moque du subreddit marxiste-léniniste r/GenZedong et de la réaction contrariée de ses membres au piratage. En outre, ils ont également mis en ligne un message délivré par l'ancien président américain John F. Kennedy lors de la réunion du Comité des hommes d'affaires sino-américains à Chicago en 1960, qui décrit le régime communiste de Pékin comme "le gouvernement totalitaire qui dirige temporairement la Chine continentale" et affirme l'opposition des États-Unis à l'admission de la Chine aux Nations unies. En outre, ils ont téléchargé une demande de brevet américain de 255 pages publiée en 2014 pour des traitements anti-pathogènes, qui est faite par un inventeur du Massachusetts Institute of Technology. Enfin, les Anonymous ont téléchargé un message déclarant que "Nous sommes Anonymous. Nous sommes la Légion. Nous ne pardonnons pas. Nous n'oublions pas. Attendez-vous à nous" et terminez en annonçant que "L'Internet Hate Machine déteste (et détestera toujours) les fascistes et les violeurs",.
Ensuite, ils ont piraté le site officiel de la province de Qinghai chinoise par une escalade de privilèges où ils ont posté des contenus tels que le drapeau de l'indépendance taïwanaise, un manifeste de cinq pages qui commence par une silhouette de Rick Astley et les paroles de sa chanson "Never Gonna Give You Up" ; le manifeste comprend des références aux mèmes "Taiwan numbah wan" et "West Taiwan", une illustration de Winnie l'ourson, une défense de Li Wenliang et les slogans "Un monde, un rêve, Tibet libre", "Hong Kong libre, révolution de notre temps" et "Alliance du thé au lait pour toujours ! " Il décrit Mao Zedong comme un "pire monstre que Hitler et Staline réunis" et appelle au boycott des Jeux olympiques d'hiver de Pékin 2022. Ils ont également téléchargé le drapeau de l'indépendance du Tibet, un mème de boussole politique se moquant de Mike Parson, le gouverneur du Missouri et un mème rouge "banhammer", qui juxtapose le champ rouge et les cinq étoiles dorées du drapeau chinois avec un marteau d'or. Le mème banhammer était dirigé vers Reddit en guise de protestation contre le shadowbanning d'un des comptes du groupe.

### Piratage du site web d'une municipalité brésilienne
La branche Brésil du groupe de pirates informatiques a piraté le site web de la Brumadinho Mairie et a laissé une vidéo pour commémorer la catastrophe du barrage survenue le 25 janvier 2019 qui a causé la mort de 270 personnes.

### Piratage du site Internet des Nations Unies à Noël
À l'approche de Noël, le collectif de pirates a publié des documents pro-Taïwan tels que le drapeau, l'hymne et l'emblème nationaux taïwanais sur le site web des UN. Networks on Migration. Ils ont également posté d'autres éléments tels que la musique de fin du film de 2019 Avengers : Endgame intitulée "It's Been a Long, Long Time", rappelant le piratage de 2020, et le clip de la chanson Mandopop Fragile du rappeur Malais et de la chanteuse Australienne basée à Taïwan Kimberley Chen. Ensuite, ils ont exprimé leur solidarité envers les victimes des inondations de décembre 2021 en Malaisie.
En outre, ils ont affiché des codes HTML montrant les travaux antérieurs des Anonymous, ainsi qu'une idée de plan de paix pour tenter de mettre fin à la Guerre de Donbas en Ukraine. Dans ce dernier cas, ils ont appelé à un référendum sur la question de savoir s'il fallait suivre le Protocole de Minsk existant ou remettre les territoires contrôlés par les séparatistes à une force de maintien de la paix de l'ONU. administration. Plus tard, un second référendum dans les régions séparatistes demanderait alors aux électeurs de choisir entre la réunification avec l'Ukraine, l'indépendance ou le rattachement à la Russie.

## 2022

### Piratage du Polar Research Institute of China
Le collectif de pirates a défiguré un site web appartenant au Polar Research Institute of China avec des slogans pro-Taïwan, le drapeau et l'emblème national de Taïwan, The Anti-Communist and Anti-Russian Aggression Song, et le clip de la chanson Mandopop Fragile. Ils ont également consacré certains de leurs défacements à tenter de propager des solutions à la crise russo-ukrainienne de 2021-2022, notamment en appelant à la création d'un "groupement neutre" de pays "coincés entre l'OTAN et la Russie" qui comprendrait l'Ukraine, la Finlande, la Biélorussie, la Géorgie (pays), l'Arménie, l'Azerbaïdjan et la Moldavie. Les Anonymous ont fait valoir que la soi-disant "ceinture de sécurité neutre" pourrait servir d'alliance similaire à l'Organisation du traité de l'Atlantique Nord (OTAN) ou à l'Organisation du traité de sécurité collective (OTSC), qui agit comme un cordon sanitaire entre l'OTAN et les pays de l'OTSC afin d'"apaiser les craintes de la Russie sans que l'OTAN ne perde la face".
En outre, ils ont intégré le document d'Anatol Lieven, membre senior du Quincy Institute for Responsible Statecraft, intitulé "Ending the Threat of War in Ukraine" (Mettre fin à la menace de guerre en Ukraine) à la page de défiguration, tout en partageant son avis sur la possibilité d'un référendum dans la région du Donbass en Ukraine sur son sort final, bien que rappelant une preceding hacking operation by the group et différant du document du senior fellow, ils ont inclus la possibilité de remettre les territoires du Donbass à une administration de casques bleus des Nations unies lors de l'hypothétique référendum.

### Piratage du site Web de la Convention sur la diversité biologique
Les Anonymous ont piraté le site Web du Centre d'échange de la Convention sur la diversité biologique (CHM), qui fait partie de la Convention sur la diversité biologique. (CDB). La CDB relève du Programme des Nations unies pour l'environnement.
Ils y ont publié des éléments tels que le logo habituel des Anonymous, la photo d'une personne portant un sweat à capuche noir et un masque de Guy Fawkes, des contenus apparus dans des hacks précédents comme le mème "Taiwan Numbah Wan !", le drapeau taïwanais et des symboles nationaux, des propositions pour désamorcer la crise russo-ukrainienne, et le clip de la chanson Mandopop Fragile.
En outre, ils ont inclus deux captures d'écran d'un piratage apparent du site Web de l'Organisation de l'aviation civile internationale. (OACI), et un lien vers un article appelant à une « opération Warp Speed 2.0 » pour développer de nouvelles méthodes de lutte contre le virus de la COVID-19, ainsi qu'une vidéo intégrée qui présente un groupe de médicaments antiviraux expérimentaux développés par le MIT et appelés DRACO, dont l'acronyme signifie double-stranded RNA activated caspase oligomerizer.

### #OpSamanthaSmith
Lors du piratage du site officiel de la branche du comté de Pingxiang du CCP basée à Xingtai, dans la province du Hebei, les Anonymous ont annoncé le lancement de l'"Opération Samantha Smith" ou #OpSamanthaSmith, en référence à l'enfant militant pour la paix Samantha Smith. L'opération était vraisemblablement destinée à résoudre la crise russo-ukrainienne de 2021-2022.
Outre l'affichage de documents tels que les symboles du groupe Anonymous, le drapeau de la république de Chine, la photo de la star du tennis Peng Shuai, et une page bonus intitulée "Ah Girls Go Army !", le collectif de pirates a menacé en rouge de prendre en otage des systèmes de contrôle industriels si les tensions entre l'OTAN et la Russie en Ukraine continuent de s'aggraver. Dans un avertissement apparemment destiné à la Russie, les Anonymous ont écrit que "la seule partie à blâmer en cas d'escalade sera celle qui a commencé en premier lieu avec des renforts de troupes, des menaces enfantines et des vagues d'ultimatums déraisonnables".
Anonymous a également exhorté les Nations unies à déployer immédiatement des forces de maintien de la paix "au moins du côté ukrainien de la ligne de front dans le Donbass", sur la base de la résolution 337 (V) de l'ONU, afin d'"empêcher toute nouvelle provocation" de la part de l'une ou l'autre partie.
Au lendemain de la reconnaissance par la Russie de la république populaire de Donetsk et de la république populaire de Louhansk et conformément aux menaces du collectif de pirates de prendre en otage des systèmes de contrôle industriel, ils ont mené un petit piratage d'un dispositif Modbus russe qu'ils ont annoncé sur un site culturel piraté Chinois, bien qu'au début les Anonymous aient maintenu l'ambiguïté sur la localisation du piratage.
Selon les Anonymous, le dispositif Modbus serait un contrôleur logique Modicon M251 de Schneider Electric, et qu'ils étaient auparavant en train de "jouer gentiment" afin de ne pas donner à la Russie un casus belli mais qu'en raison de l'invasion de l'Ukraine par la Russie en 2022, l'#OpSamanthaSmith a vraisemblablement été considérée comme un échec et les Anonymous ont commencé à attaquer les sites et systèmes russes en représailles.

### Invasion de l'Ukraine par la Russie en 2022
Lors de la guerre de Poutine contre l'Ukraine, les Anonymous revendiquent avoir attaqué, le 26 février 2022, les sites du Kremlin, de la Douma et du ministère russe de la Défense, pour les rendre inaccessibles.
Le 28 février 2022, ils indiquent avoir, paralysé plusieurs sites russes dont les agences de presse d’État TASS et RIA Novosti, du journal Kommersant, du quotidien pro-Kremlin Izvestia et du magazine Forbes Russia dont les pages affichaient un message sommant de « mettre fin à l'invasion de l'Ukraine par la Russie »,,.
Le 5 mars 2022, Anonymous annonce dans un tweet avoir piraté le site des services secrets russes (FSB).
Le 6 mars 2022, ils annoncent dans un tweet avoir piraté 2 sites de streaming russes : Wink et Ivi.
Le 7 mars 2022, les hacktivistes piratent l'ensemble des chaînes de télévision russes et y ont diffusé des images de la guerre en Ukraine.
Le 13 mars 2022, ils indiquent dans un tweet avoir pris le contrôle de plus de 100 imprimantes gouvernementales et militaires russes et y ont imprimé des informations sur la guerre en Ukraine.
À l'occasion de la Journée de la cosmonautique, qui commémore la mission Vostok 1 du cosmonaute Youri Gagarine dans l'espace, des Anonymous ont pénétré sur cinq sites Web, à savoir le site du groupe de heavy metal russe Aria, le site d'un club de hockey russe, le site d'un amateur de montres Panerai, le site d'une équipe de basket-ball et le site d'une organisation éducative, pour y afficher des pages défigurées avec des messages pop-up tels que "Gloire à l'Ukraine ! Gloire aux défenseurs" et "Je trouve le manque de moralité des orcs inquiétant". Le collectif de pirates a également publié des vidéos mettant en scène le personnage de Dark Vador de la Guerre des étoiles, la bande-son de la Guerre des étoiles, la Marche impériale, le jeu en ligne Roblox, la chanson disco Kung Fu Fighting de Carl Douglas, la vidéo musicale "Fragile", une interprétation de l'hymne national ukrainien par le violoncelliste Yo-Yo Ma, et des mèmes montrant des personnes portant un masque de Guy Fawkes et l'acronyme "A. S.S.", qui signifie "Anonymous Strategic Support". En outre, Anonymous a également proposé une liste de "solutions de règlement d'après-guerre" à mandater contre la Russie ; les demandes comprenaient une compensation financière pour les victimes du Vol 17 de la Malaysia Airlines, la création d'une Organisation des Nations unies. administration intérimaire dans les territoires occupés d'Ukraine, un référendum sur le statut de ces territoires, la création d'une "ceinture de sécurité neutre" entre l'OTAN et la Russie, et des réparations monétaires d'au moins 70 milliards de dollars US à l'Ukraine pour la reconstruction. De plus, ils ont fait fuir 446 Go de données du Ministère russe de la Culture.
Le collectif de pirates informatiques s'est parfois écarté de l'opération. Outre la fuite de 82 Go de courriels de la police australienne pour protester contre la détention offshore detention of refugees de ce pays, ils ont défiguré le site web du comité du district de Chengdu. Pidu District Committee of the Chinese People's Political Consultative Conference pour avertir la Chine de "ne rien tenter de stupide contre Taïwan". Anonymous a également averti que pour ne pas subir le sort de la Russie, la Chine devait adhérer à trois demandes, à savoir le développement d'un traitement antiviral contre le COVID-19 basé sur le DRACO (double-stranded RNA activated caspase oligomerizer), la prise en compte de l'idée avancée par le professeur Shepherd Iverson de l'Université Inha, qui consiste à démanteler le régime de la Corée du Nord et à réaliser la réunification coréenne avec un "Fonds d'investissement pour la réunification", et l'intervention active afin de stopper l'invasion russe en Ukraine et l'incorporation d'une ceinture de sécurité neutre composée de l'Ukraine, la Biélorussie, la Géorgie, l'Arménie, l'Azerbaïdjan, la Moldavie, la Finlande et la Bosnie, avec comme point de départ les possibilités de référendum et d'administration de maintien de la paix de l'ONU dans les territoires ukrainiens occupés par la Russie,,.
De manière similaire à ce qui a été mentionné ci-dessus, la société d'investissement russe Accent Capital a vu ses systèmes informatiques piratés et ses 365 000 lettres divulguées en ligne.
Le collectif de pirates informatiques s'est parfois écarté de l'opération. Outre la fuite de 82 Go d'e-mails de la police australienne pour protester contre la détention offshore de réfugiés en Australie, ils ont défiguré le site Web du Comité du district de Pidu de la Conférence consultative politique du peuple chinois à Chengdu. Pidu District Committee of the Chinese People's Political Consultative Conference pour avertir la Chine de "ne rien tenter de stupide contre Taïwan". Anonymous a également averti que pour ne pas subir le sort de la Russie, la Chine devait adhérer à trois demandes, à savoir le développement d'un traitement antiviral contre le COVID-19 basé sur le DRACO (double-stranded RNA activated caspase oligomerizer), la prise en compte de l'idée avancée par le professeur Shepherd Iverson de l'Université Inha, qui consiste à démanteler le régime de la Corée du Nord et à réaliser la réunification coréenne avec un "Fonds d'investissement pour la réunification", et l'intervention active pour arrêter l'invasion russe en Ukraine et l'incorporation d'une ceinture de sécurité neutre composée de l'Ukraine, la Biélorussie, la Géorgie, l'Arménie, l'Azerbaïdjan, la Moldavie, la Finlande, et la Bosnie, avec les possibilités de référendum et d'administration de maintien de la paix de l'ONU dans les territoires ukrainiens occupés par la Russie comme point de départ,,,.
Le 9 mai 2022, qui est la Journée de la victoire en Russie, le site web d'hébergement de vidéos RuTube a été mis hors service par des cyberattaques, dont Anonymous avait ensuite revendiqué la responsabilité. Par ailleurs, Network Battalion 65 (NB65), un groupe d'hacktivistes affilié à Anonymous, aurait piraté le processeur de paiement russe Qiwi. Un total de 10,5 téraoctets de données, y compris des enregistrements de transactions et les cartes de crédit des clients, ont été exfiltrés. Ils ont en outre infecté Qiwi avec des ransomwares et menacé de divulguer d'autres données sur les clients,.
Les Anonymous ont ensuite piraté les entreprises russes SOCAR Energoresource et Metprom Group LLC et ont publié leurs courriels, ce dernier ayant été piraté par les acteurs Anonymous DepaixPorteur, B00daMooda et Wh1t3Sh4d0w,. Furthermore, they hacked into Vyberi Radio and published more than 1,000,000 emails.
Début juin 2022, Anonymous a de nouveau piraté la banque centrale russe, prenant cette fois-ci le contrôle d'un système logiciel de la banque et laissant échapper au moins 28 Go de fichiers de la banque. Le collectif de pirates a fait un détour pour pirater un site Web éducatif chinois afin d'y poster des mèmes de Tank Man, tout en critiquant les organismes américains chargés de l'application de la loi, tels que les U.S. Customs and Border Protection, pour leur incapacité apparente à prévenir les fusillades de masse aux États-Unis, tout en commémorant les victimes de la fusillade de Laguna Woods en 2022 et de la fusillade de l'école primaire de Robb,.
Distributed Denial of Secrets a publié 1 téraoctet de données obtenues d'Anonymous, qui comprennent des millions de fichiers, notamment des courriels, des dossiers judiciaires, des données sur les clients, des données classifiées, des photographies, des vidéos, des informations sur les paiements, etc. de Rustam Kurmaev and Partners (RKPLaw), qui a été piraté par les acteurs d'Anonymous DepaixPorteur et B00daMooda,,. Un téraoctet de données et d'e-mails de Rustam Kurmaev and Partners (RKPLaw), un cabinet d'avocats russe qui travaille avec de grandes entreprises bancaires, médiatiques, pétrolières et industrielles et des intérêts étatiques, y compris des entreprises américaines. Parmi leurs clients, on compte Ikea, Volkswagen, le groupe russe, Toyota, etc. Groupe Russie, Toyota Russie, Oilfield Service Company, Panasonic, Mechel. PJSC, Chelyabinsk Pipe Rolling Plant (ChTPZ) PJSC, Abbott Laboratories, Baker Hughes, ING Group Bank, Yamaha Motor Company. Bank, Yamaha Motor Company, Jones Lang LaSalle, Caterpillar, JLL (société), Gilette, Citibank, Mars, VimpelCom, 2×2 (chaîne de télévision), et Sberbank.
Le membre d'Anonymous "YourAnonSpider" aurait piraté une entreprise militaire russe de UAV (Unmanned Aerial Vehicles) dans laquelle des plans et des tactiques concernant l'utilisation de drones dans la guerre auraient été volés.
Le collectif a revendiqué le piratage de Yandex.Taxi début septembre 2022, qui a envoyé des dizaines de voitures à un endroit donné, provoquant un embouteillage qui a duré jusqu'à trois heures.

### Visite deNancy Pelosià Taiwan
Lors de la visite de la Présidente de la Chambre des représentants des États-Unis Nancy Pelosi à Taïwan, le site Web du bureau du président de Taïwan a été touché par une attaque par déni de service distribué. En guise de réponse, les Anonymous ont piraté le site Web de la Fédération de la communauté scientifique de la province chinoise du Heilongjiang et ont téléchargé une page HTML avec les mots "Taiwan Numbah Wan", le drapeau et l'emblème taïwanais, des photos de Pelosi et de la présidente taïwanaise Tsai Ing-wen, et les mots "Taiwan welcomes US House Speaker Nancy Pelosi". En outre, une séquence montrant l'affichage au Taipei 101 de panneaux de bienvenue à la visite de Pelosi est montrée, sur lesquels on peut lire "Speaker Pelosi", "Welcome to TW", "Thank you", et "TW hearts US". Enfin, ils ont intégré un commentaire Reddit provenant du subreddit /r/taiwan, où l'on peut lire "Vieilli comme du lait", tout en montrant une image d'un tweet du journaliste néo-zélandais Andy Boreham prédisant que Pelosi ne viendrait pas à Taïwan parce que "les États-Unis ne peuvent pas faire voler un avion militaire dans l'espace aérien chinois (oui, y compris Taïwan) sans autorisation" et que ce serait une "mission suicide". En outre, Anonymous a piraté le site Web d'une usine chinoise de production de générateurs d'essence et a affirmé que "Certes, il existe une seule Chine, mais Taïwan est la vraie Chine" et que le régime de Pékin n'est "qu'une imitation tout droit sortie de wish.com",.
En représailles aux cyberattaques contre la National Taiwan University, le collectif a piraté un site web immobilier chinois et a inclus des liens vers d'autres pages de défiguration dans des sites web russes piratés. Outre l'affichage du drapeau et de l'emblème taïwanais, ils ont fait valoir que le Soviet Vostok 1 était "inachevée" en vertu de la section 8, paragraphe 2.15, point b, du code sportif de la Fédération aéronautique internationale (FAI), qui stipule qu'un vol est considéré comme inachevé si "un membre de l'équipage quitte définitivement le vaisseau spatial pendant le vol", le pilote Youri Gagarine s'étant éjecté de sa capsule avant l'atterrissage. De là, ils auraient déclaré que les Américains Alan Shepard et John Glenn, qui étaient tous deux à l'intérieur de leur capsule lorsqu'ils se sont écrasés, devraient être considérés comme les premiers humains dans l'espace. Des analogies avec l'inventeur Américain et Britannique Hiram Maxim ont été faites. En ce qui concerne les aspects techniques, bien qu'il existe des arguments pragmatiques selon lesquels Alan Shepard et John Glenn devraient être considérés comme la première personne à accomplir légalement une mission de vol spatial et la première à effectuer une orbite autour de la Terre, respectivement,,, le National Air and Space Museum a rapporté que la FAI a retravaillé ses directives en mettant l'accent sur le lancement, la mise en orbite et le retour en toute sécurité de l'être humain plutôt que sur la méthode d'atterrissage, afin de permettre à Gagarine de recevoir le record de la première personne dans l'espace, ainsi que d'autres records revendiqués, notamment celui de la durée du vol orbital (108 minutes) et celui de la plus grande altitude en vol orbital terrestre par un vaisseau spatial habité par une seule personne (qui reste en place depuis août 2022), et la plus grande masse soulevée en vol orbital terrestre—4 725 kilogrammes (10 416,841785 lb),,,,.

### Piratage du site Web de l'outil de proposition d'événement des Nations Unies
Au début du mois de septembre 2022, les Anonymous ont piraté le site Web de l'outil de proposition d'événements des Nations unies pour y afficher des drapeaux tels que ceux de Taïwan et de son mouvement indépendantiste, du Kosovo, de l'opposition biélorusse, de l'opposition russe, de l'Ukraine verte, à côté d'une photo représentant Youri Gagarine sous les traits d'un clown et de six pages de texte de manifeste soulignant que Youri Gagarine s'est éjecté de sa capsule avant son atterrissage et ne devrait pas être considéré comme le premier homme dans l'espace, et demandant la création d'une zone démilitarisée de 30 kilomètres autour de la centrale nucléaire de Zaporizhzhia. La dégradation se termine par des commentaires finaux d'Anonymous, tels que des appels aux citoyens américains pour qu'ils "votent sagement" aux élections sénatoriales américaines de 2022 et aux élections de la Chambre des représentants des États-Unis de 2022 pour éviter de suivre "la voie de la Russie."

### Manifestations en Iran
À la suite de la mort de Mahsa Amini, les Anonymous ont piraté des sites Web iraniens sur leur mot pour "aider le peuple iranien".

### Représailles de l'influence chinoise perçue sur Wikipédia en anglais
En septembre, une guerre d'édition a éclaté sur l'article de Wikipédia en anglais du membre d'Anonymous Cyber Anakin, où il a été réduit à quelques paragraphes avec les raisons données de violations présumées de la politique de POV, de "vérification échouée" et d'informations "de source non fiable". Cependant, l'un des éditeurs à l'origine des suppressions a été accusé d'être un compte "sock puppet" d'un autre individu, ce qui désigne un utilisateur se faisant passer pour quelqu'un d'autre à des fins de manipulation. Bien qu'il ait été constaté que les deux comptes avaient édité de nombreux sujets identiques et utilisé par intermittence des proxies, un administrateur de Wikipédia a décidé par la suite qu'il s'agissait probablement de deux personnes différentes et a débloqué le premier. L'un d'eux reste bloqué parce que des preuves d'adresse IP avaient montré que le propriétaire du compte s'était livré à des abus sur plusieurs comptes.
Le collectif de pirates soupçonnait que de telles modifications, ainsi que la modification du statut de Taïwan de pays à "pays partiellement reconnu" par un autre utilisateur, faisaient partie d'une opération d'influence chinoise exploitant les biais du système existant sur Wikipédia. Les Anonymous soupçonnaient en outre la possibilité qu'il s'agisse d'un utilisateur malveillant, tel qu'un "fifty-center" ou un "fellow traveller", c'est-à-dire une personne qui sympathise avec le Parti communiste chinois (PCC). En guise de représailles, les Anonymous ont piraté les systèmes du ministère de la Gestion des urgences de la république populaire de Chine ainsi que ceux de la société privée chinoise de satellites commerciaux "Mino Space". Ils y ont téléchargé des contenus comprenant des images de l'emblème d'Anonymous, du drapeau taïwanais, de la reine Elizabeth II, de Mahsa Amini, des victimes de la fusillade de l'école St Louis Visual and Performing Arts, Alexzandria Bell et Jean Kuczka, d'une caricature de Xi Jinping en forme d'ourson, d'un fonctionnaire présumé corrompu de Mongolie intérieure et du drapeau tibétain. En outre, le contenu téléchargé contenait un portrait de Xi Jinping, Li Wenliang et Youri Gagarine en poivre de Cayenne, un article de Newsweek et l'agression présumée de diplomates chinois contre un manifestant de Hong Kong au consulat général de Chine à Manchester,,,,.
De plus, les Anonymous ont également inclus un manifeste, qui commence ainsi: "Je parie que vous pensiez pouvoir vous en sortir en souillant des articles de Wikipédia sur l'idée d'Anonymous avec des compagnons de route pour les 和谐, n'est-ce pas Wiener l'Ourson ?" tout en incluant des photos des mausolées de Tchang Kai-shek et Chiang Ching-Kuo. Critiquant Wikipédia, le collectif écrit qu'elle est "traitée par les deletionnistes/puritanistes comme un jouet comme TikTok" au lieu d'être ou de devenir une "grande chose" de l'archivistique. Ils ont déploré que, loin d'être un environnement collégial, si quelqu'un veut imposer une modification impopulaire, il peut "simplement appeler une bande minoritaire pour isoler ou essaimer tout utilisateur dissident, au point que la narration et les interprétations des règles sont déformées et que ces derniers finissent par recevoir un traitement Hu Jintao par les administrateurs ou les modérateurs", le tribalisme régnant en maître,,.
L'Institut de cybersécurité de l'Institut de défense nationale, chercheur adjoint Wu Zonghan a déclaré : "Un partisan de l'Internet libre devrait faire preuve de solidarité lorsqu'il y a une telle tentative mondiale de contrôle du monopole de l'information ou lorsque des personnes sont opprimées, comme cela a été le cas l'année dernière lorsqu'ils ont attaqué des centres culturels chinois (à l'étranger). Le conseiller législatif taïwanais Wang Dingyu a implicitement applaudi cette opération anonyme, déclarant qu'il souhaitait recueillir la capture d'écran de la défiguration contenant la photo de la présidente Tsai Ing-Wen en guise de souvenir,.
Quelques jours plus tard, le collectif décentralisé a piraté un site web des Nations unies où il a inclus des images du drapeau national et du président de Taïwan, de l'emblème national taïwanais et des partitions de l'hymne taïwanais. D'autres images comprenaient des drapeaux représentant l'indépendance de Taïwan, le Tibet, le Turkestan oriental, le Kosovo et le Somaliland, ainsi que l'emblème du Somaliland, des logos de partis politiques taïwanais et des emblèmes politiques de Taïwan et du Somaliland. Cinq pages de texte du manifeste ont été postées, dont un lien vers une lettre de démission de l'ancien administrateur de Wikipédia, Pratyeka, qui a écrit qu'il quittait le site parce qu'"il semble être peuplé de suppressionnistes, de faux jetons rémunérés et de rabatteurs de politiques". Dans sa lettre, il ajoute que "la décence commune s'est évaporée" et déplore que "Wikipédia ait perdu son chemin".
En outre, des allégations de harcèlement sexuel de la part d'un administrateur de Wikipédia ont été révélées, et Anonymous a déclaré que les administrateurs et les rédacteurs sont "constamment chassés par les suppressions et la corruption systémique de Wikipédia, tandis que les mauvais restent". Le manifeste aborde également des sujets tels que les fusillades de masse dans les écoles, l'étudiant disparu Deven Phuong et la haine du collectif pour les fascistes et les "tankistes". Enfin, le collectif de hackers présente un guide destiné au Parti communiste chinois sur la manière de "se laver de la honte d'avoir laissé COVID-19 devenir incontrôlable". Des appels ont été lancés pour que Elon Musk acquière Wikipédia et crée un "Wikipendium" (Wiki + Compendium). Le manifeste se termine par un lien vers un post de forum qui critique le travail d'un administrateur de Wikipedia qui aurait été accusé de harcèlement sexuel.
Début décembre 2022, Anonymous a piraté un site web iranien consacré au hajj pour y afficher des photos du drapeau taïwanais ainsi que du drapeau national iranien qui a flotté dans le pays de 1964 à 1979, et de Mahsa Amini. Le collectif de pirates y a inclus une image montrant les revenus croissants de Wikipédia au cours des dernières années et a accusé l'organisation de "sucer et d'amasser de l'argent en prétendant qu'elle est en danger existentiel", tout en incluant un lien vers une demande de commentaires sur le caractère approprié des bannières utilisées par la campagne de collecte de fonds de Wikipédia de décembre 2022. Wikipédia a été accusée d'avoir un "cancer croissant", et un lien vers une page d'un utilisateur de Wikipédia qui a affiché un tableau des revenus montrant prétendument la "croissance effrénée des dépenses" de l'encyclopédie libre en ligne. Ils accusaient également l'encyclopédie d'être "dominée par les deletionists et les policy thumpers", et incluaient un lien vers un ancien éditeur de Wikipédia, Stephenb, qui prétendait avoir arrêté de travailler pour l'organisation à cause des "deletionists".

### Manifestations de 2022 en Chine
Au cours des Manifestations de 2022 en Chine, les Anonymous ont attaqué des sites gouvernementaux chinois tels qu'un site officiel de la province de Heilongjiang et un dispositif de surveillance de la police, tout en divulguant des informations personnelles de membres des forces de l'ordre chinoises. Le collectif de pirates a formulé cinq revendications, à savoir l'arrêt des tests d'acide nucléique et de la quarantaine forcée, la liberté d'expression avec la démolition du pare-feu Internet, la libération des manifestants arrêtés et l'abandon des poursuites pénales à leur encontre, la reprise du traitement des passeports et l'ouverture de la frontière nationale, et l'annulation du mandat à vie du dirigeant national.

### Piratage des emails de la police australienne
Le collectif de hackers a divulgué 82 Go de courriels provenant de la police australienne pour protester contre la détention de réfugiés à l'étranger dans ce pays.

## 2023

### Piratage d'un ballon de recherche chinois
À la suite de l'incident du ballon chinois de 2023, Anonymous a piraté les panneaux de contrôle d'un ballon de recherche chinois qui aurait survolé l'Inde à deux reprises. Anonymous a piraté les panneaux de contrôle d'un ballon de recherche chinois qui aurait survolé l'Inde deux fois en se basant sur la trajectoire de vol, tout en piratant les sites web du DP Art & Design Center basé à Shanghai. Des contenus tels que des critiques envers le PCC pour sa gestion de la pandémie de COVID et la façon dont il "vise à contrôler le monde comme un méchant de James Bond par le biais de postes de police à l'étranger", ainsi qu'une photo du ballon espion chinois qui a survolé les États-Unis, sont apparus sur les pages de défacement. Les auteurs de ces pages ont également publié une bande-annonce du film de Disney/Pixar "Là-haut", des images d'archives de CNN montrant Tank Man en 1989, un poème généré par ChatGPT et critique contre Wikipédia, tels que les préjugés systémiques contre la couverture d'articles sur les femmes, le "cancer des dépenses", suppressionisme, et le biais de point de vue. En outre, ils accusent Wikipédia de ne pas avoir soutenu deux éditeurs arabes de Wikipédia, Osama Khalid et Ziyad al-Sofiani, qui ont été emprisonnés par l'Arabie saoudite pour avoir "influencé l'opinion publique" et "violé la morale publique". "
Alors que des images de Tyre Nichols, Anthony Lowe et Joe Frasure Jr, tous tués par la police, étaient incluses, Anonymous avait critiqué le mépris des vies humaines et animales par l'Union soviétique lors de sa quête de "premières" dans la Course à l'espace.
Des captures d'écran publiées par le collectif indiquent la trajectoire antérieure du ballon, qui a commencé près de Nanchang dans la province chinoise du Jiangxi et a survolé vers le sud-ouest Myanmar, Bangladesh, le sud de l'Inde, la mer d'Arabie, l'est et le centre de l'Afrique et le golfe de Guinée. La trajectoire de vol est ensuite revenue vers le nord-est, au-dessus de l'Afrique centrale et orientale, de la péninsule arabique, de la mer d'Arabie, du Pakistan, de l'Inde et du Népal, avant d'arriver à Pékin. Ils sont suivis de captures d'écran montrant des dégradations sur le panneau de contrôle, telles que "Veuillez donner votre argent aux victimes du tremblement de terre en Turquie", "Où est Peng Shuai?", "CCP did you flew (fly) your wandering balloons across India ?", "RIP Li Wenliang," et "Free East Turkistan". Un mème montrant une Greta Thunberg en colère avec les mots "Comment ose Wikipédia" imprimés au-dessus et "Déforme pour insulter les victimes et les survivants de l'holocauste" a également été posté.

### Activités contre la Russie pendant la guerre d'Ukraine

Logo de l'OFAN

En avril 2023, à l'occasion de la Journée de la cosmonautique, le collectif a dégradé le site web d'une fondation russe de soutien aux forces de l'ordre où il a téléchargé un mémorial à Tseng Sheng-Kuang, un soldat taïwanais mort en combattant pour l'Ukraine en piratant les systèmes de contrôle de machines telles qu'un haut-fourneau. Les dégradations commencent par le logo Anonymous, une photo du président ukrainien Volodymyr Zelensky, une vidéo du Orchestre philharmonique de New York jouant l'hymne national ukrainien et un même faisant la promotion de la OFAN (l'Organisation des Fellas de l'Atlantique Nord), un mouvement de mèmes Internet fondé pour contrer la propagande russe au moment de l'invasion de l'Ukraine par les Russes en 2022. Ces mèmes ont été suivis d'une vidéo YouTube du groupe de rap ukrainien Kalush Orchestra interprétant "Stefania" lors du Concours Eurovision de la chanson en 2022. Les Anonymous ont affirmé qu'ils avaient "toujours fait de grands progrès contre la Russie depuis que celle-ci a commencé sa guerre immorale contre l'Ukraine". En outre, ils ont réitéré leur affirmation selon laquelle le cosmonaute russe Youri Gagarine ne peut être considéré comme le premier homme dans l'espace parce qu'il s'est éjecté de sa capsule avant qu'elle n'atterrisse. Elle a ensuite affirmé que les "premières" réalisées par l'Union soviétique pendant la course à l'espace étaient exagérées et qu'elles avaient été surpassées par les réalisations des États-Unis.
En juillet 2023, les Anonymous ont inséré le drapeau taïwanais, la photo de Tsai Ing-wen ainsi que le drapeau de la fictive "République populaire de Belgorod" sur deux sites web des Nations unies, en particulier celui du Forum politique de haut niveau des Nations unies sur le développement durable (HLPF) et celui de l'Académie des Nations unies. Ils y ont protesté contre la politique de Google consistant à supprimer les comptes inactifs, déclarant qu'elle était "sévère" et "détruisait l'histoire". En outre, ils ont téléchargé un fichier texte contestant les revendications de l'Union soviétique en matière d'exploration spatiale et une version PDF d'un article intitulé "Wikipedia's Intentional Distortion of the History of the Holocaust", rédigé par les professeurs Jan Grabowski et Shira Klein. Sur le site de l'académie des Nations unies, une version pixélisée du drapeau national de Taïwan et les paroles de l'hymne national taïwanais sont affichées. Anonymous a également menacé la Russie d'utiliser des armes nucléaires tactiques en Ukraine ou de mettre en péril la sécurité de la centrale nucléaire de Zaporizhzhia, faisant remarquer que le collectif possédait "l'ultime carte d'as", sans révéler de quoi il s'agissait, si ce n'est qu'il s'agissait d'un "tour plutôt que d'une gâterie".

### Opérations pro-Taïwan sur les sites web de l'UNESCO
En septembre, les Anonymous ont piraté le site Web de la Commission océanographique intergouvernementale de l'UNESCO pour télécharger cinq vagues de contenus, dont des images visant à protester contre un crime de haine présumé, une solution proposée aux rejets d'eaux usées de Fukushima et des critiques contre la politique de Google visant à purger les comptes inactifs. En outre, des images telles que le drapeau taïwanais, la victime d'une fusillade policière Ta'Kiya Young, les victimes de la fusillade de Jacksonville en août, le sceau national de la République de Chine, le successeur de Tchang Kaï-chek, Yen Chia-kan (嚴家淦), le marché nocturne de Shilin, une tasse de thé aux bulles, le Ximending de Taipei, le Sanxiantai de Taitung, le Dragon et le Dragon de Kaohsiung ont été téléchargées, les pagodes du Dragon et du Tigre de Kaohsiung, le Yushan de Nantou et le village de la culture aborigène formosane, les logos de 12 partis politiques taïwanais (dont le Parti démocratique progressiste, le Parti du nouveau pouvoir, le Kuomingtang et le Parti populaire taïwanais), et les logos de cinq chaînes de télévision taïwanaises, dont China Television, PTS, Formosa TV. TTV et CTS. En outre, des documents tels que "Wikipedia's Intentional Distortion of the History of the Holocaust", un fichier texte énumérant les griefs contre Google et Wikipedia, et une chanson de rap en mandarin de Tuojiang Yegou (脫韁野狗, Runaway Wild Dog) intitulée "F*** CCP" ont été affichés sur le site.

### Opérations pendant la guerre israélo-palestinienne
Le 7 octobre, Anonymous a ciblé de nombreux systèmes israéliens tels que le système de défense antimissile Iron Dome, le gouvernement, les sites Web israéliens et les caméras.
Anonymous a publié une déclaration adressée à Benjamin Netanyahu et au gouvernement israélien, dans laquelle elle affirmait que la communauté internationale était indignée par des actions qui ont « entraîné une dévastation inimaginable », avec des milliers de vies innocentes perdues, dont plus de 4 000 enfants, et de nombreux autres blessés et déplacés".